# Ludzkie zoo

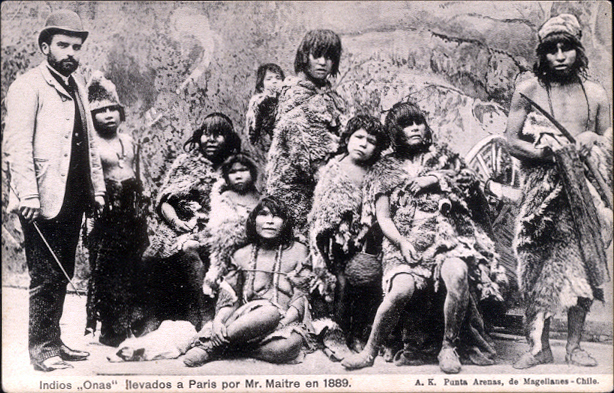
Tubylcy z Ziemi Ognistej (argentyńska Patagonia) sprowadzeni do Paryża przez Maître'a w 1889 roku.

Ludzkie zoo (ang. human zoo); nazywane również „etnologiczną ekspozycją” lub „wioskami Murzynów” (ang. Negro Villages) – popularna w XIX i XX wieku publiczna wystawa ludzi, głównie w ich stanie zbliżonym do naturalnego. Podczas wystaw podkreślano głównie kulturowe różnice pomiędzy pokazywaną rdzenną ludnością a przedstawicielami zachodniej cywilizacji. Większość umieszczanych w takich miejscach przedstawicieli miejscowej ludności (głównie Afrykanów) była utożsamiana z istotami znajdującymi się na poziomie ewolucji pomiędzy wielkimi małpami a praprzodkami Europejczyków. Z tych powodów „etnograficzne zoo” są krytykowane jako wysoko poniżające i rasistowskie.
Idea ludzkich zoo wyrosła z „dziwacznych pokazów” cyrkowych, które karykaturalnie przedstawiały ludzi spoza Europy, wyolbrzymiając różnice między nimi a Europejczykami. Z czasem zaczęto organizować niezależne pokazy, np. na światowych targach i na wystawach czasowych w ogrodach zoologicznych. Jeden z imperialistycznych poglądów na cały niezachodni świat przedstawiał go jako rozległy park zwierząt, w którym biali mogliby funkcjonować jako opiekunowie ogrodów zoologicznych, zarządcy rdzennych ludzkich i nie-ludzkich mieszkańców.

## Do połowy XIX wieku

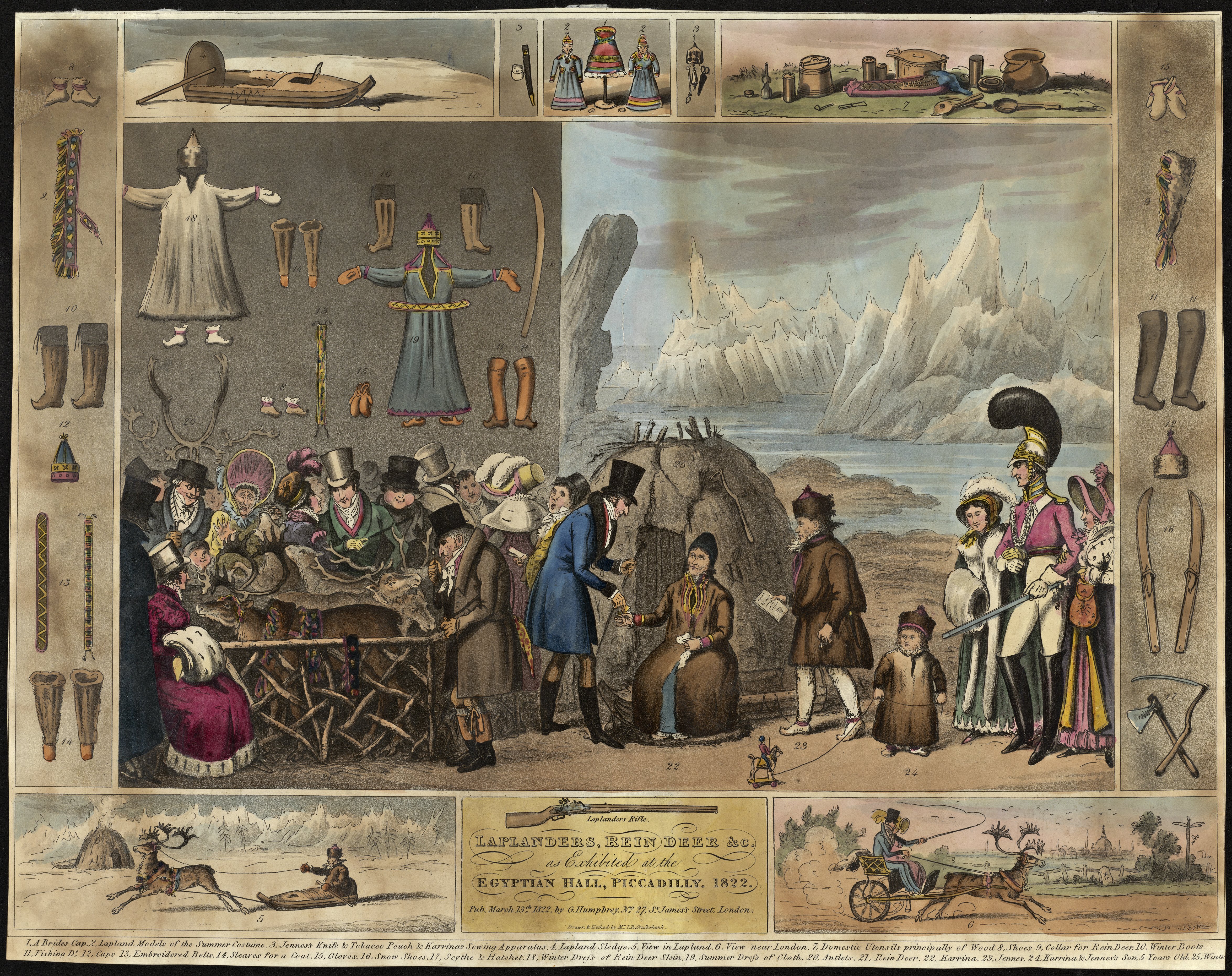
Saamowie na wystawie w Egyptian Hall, Piccadilly, 1822

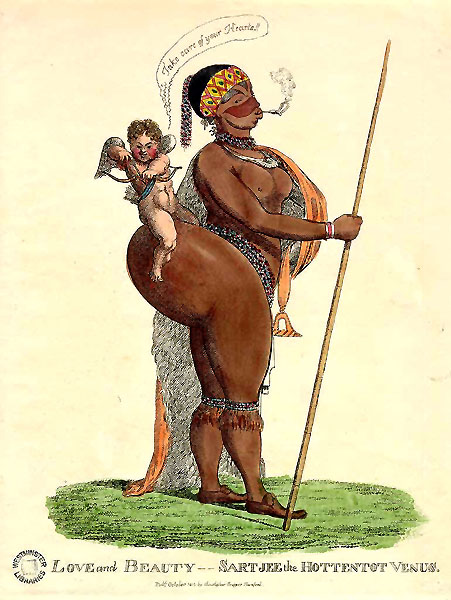
Karykatura Saartjie Baartman

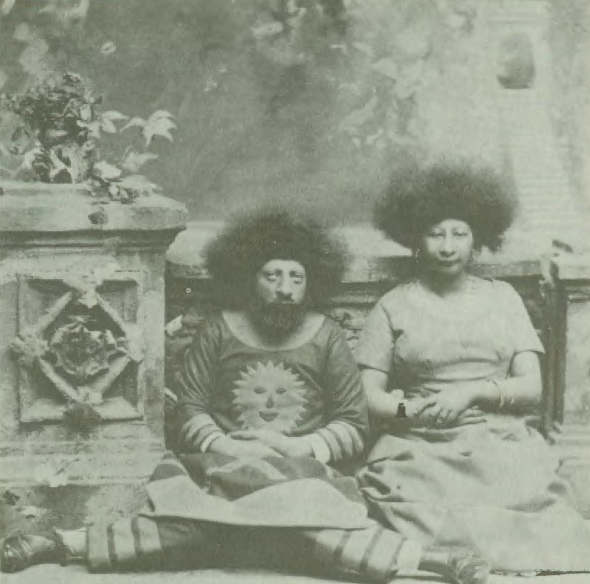
Maximo i Bartola

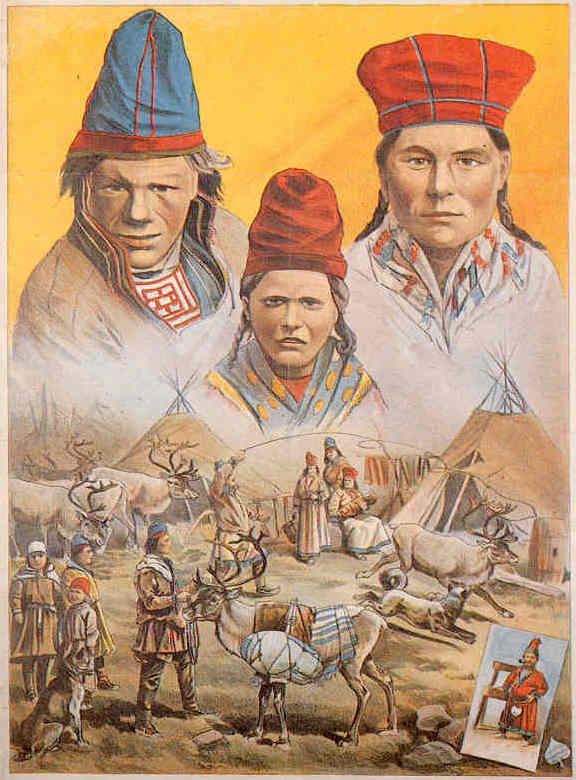
Plakat wystawy Carla Hagenbecka prezentującej Saamów

W 1415 Henryk Żeglarz zaplanował założenie „kolekcji” afrykańskich niewolników. W 1493 Krzysztof Kolumb, wracając ze swojej podróży za ocean, przywiózł do Hiszpanii rdzennych mieszkańców Nowego Świata. Przedstawił hiszpańskiej rodzinie królewskiej sześciu Indian. Królową Elżbietę Rakuszankę powitali w Krakowie trębacze w strojach z papuzich piór, które miały nawiązywać do ubioru mieszkańców Ameryki. W 1528 Hernán Cortés zaprezentował na dworze cesarza Karola V azteckich artystów. W 1529 polski kanclerz wielki koronny Krzysztof Szydłowiecki prosił Jana Dantyszka, dyplomatę, by przysłał mu choć jedną osobę przywiezioną na hiszpański dwór przez konkwistadorów. W 1550 w Rouen królowi francuskiemu Henrykowi II zaprezentowano wioskę amazońską: 300 osób polowało, zbierało pożywienie, pokazywało walki i sceny rodzajowe z użyciem prawdziwej broni, którą później ofiarowano monarsze. To właśnie wówczas w Valladolid trwała debata dotycząca traktowania ludzi z Nowego Świata. Z zaciekawieniem oglądano „potwory” takie jak cierpiąca na hipertrichozę Tognina Gonsalvus, a w gabinetach osobliwości prowadzonych w XVI wieku przez monarchów i arystokratów pokazywano ludzi spoza Europy. Także w ogrodzie zoologicznym Montezumy II znajdowała się ogromna kolekcja zwierząt, ale i ludzi, na przykład określanych jako krasnoludy, albinosy i garbusy. W okresie renesansu Medyceusze rozwinęli w Watykanie dużą menażerię. W XVI wieku kardynał Hipolit Medyceusz kolekcjonował ludzi różnych ras i egzotyczne zwierzęta. Mówi się, że miał trupę tak zwanych Dzikusów mówiących ponad dwudziestoma językami. Byli wśród nich Maurowie, Tatarzy, rdzenni Amerykanie, Turcy i Afrykanie. W 1654 z Grenlandii porwano trzy kobiety i jednego mężczyznę Inuitów, by w Danii zaprezentować ich królowi Fryderykowi III. W 1691 Anglik William Dampier wystawił w Londynie wytatuowanego mieszkańca wyspy Miangas, którego kupił, gdy był na Mindanao. Zamierzał również pokazać matkę mężczyzny, ale zmarła w czasie rejsu. Mężczyzna nazywał się Jeoly, ale przedstawiano go jako „Prince Giolo”, aby przyciągnąć więcej publiczności. Był wystawiany przez trzy miesiące. Zmarł na ospę.
W XVIII wieku wyłoniono dwa typy ludzi spoza Europy: „szlachetnego dzikusa” i „krwiożerczego dzikusa”. Ciekawość w stosunku do ludzi jako eksponatów wystawianych w tawernach i na jarmarkach rosła i do końca XVIII wieku przyciągnęła uwagę uczonych. Do tego czasu niektóre „okazy ludzkie” osiągnęły status celebrycki, jak np. Polinezyjczyk Aotourouv, który został sprowadzony do Paryża w 1769 na spotkanie z królem Ludwikiem XV. Podobny los spotkał Polinezyjczyka Omaï w Londynie w 1774.
W latach 1800–1840, zarówno w Stanach Zjednoczonych (Nowy Jork), jak i w Europie (Paryż i Londyn), ludzkie zoo wyewoluowały z ciekawostek zarezerwowanych dla elity do popularnej formy rozrywki dostępnej dla tłumów. Między 1810 a 1820 w Paryżu i Londynie zorganizowano „egzotyczne” wystawy Hotentotów, w 1817 Indian, w 1822 Lapończyków i w 1824 Inuitów. W 1827 czterech wojowników i dwie kobiety z rdzennego plemienia Osage przybyło do Paryża. Zostali powitani przez króla Karola X. Krótko potem umarli. Znanym przykładem „atrakcji dla zwiedzających” była Saartjie Baartman (nazywana często „hotentocką Wenus”), która pokazywana była w Anglii, Holandii i Francji od 1810 aż do swojej śmierci w Paryżu w 1815. Celowo zakładano na nią ubrania, które były za ciasne i zbliżone do koloru jej skóry. Odwiedzający wystawę byli zachęcani do „samodzielnego przekonania się”, czy ciało Baartman, a zwłaszcza jej pośladki, są prawdziwe, mogli ją „szturchać i pchać”. Za występy otrzymywała pieniądze, ale nie ma informacji o jej zgodzie na zbadanie ciała i wystawienie go na widok publiczny po śmierci.
W Londynie w „ludzkich zoo” eksponowano m.in. w 1829 rdzennych mieszkańców Ziemi Ognistej, w 1839 Gujany, w 1847 Buszmenów. Wydarzenia te zbiegły się z próbą spopularyzowania w Europie przedstawienia rdzennych Amerykanów, której podjął się malarz George Catlin. „Indiańskie pokazy” i „dziwaczne” programy (w których występowały „potwory”) rozprzestrzeniły się na Europę. Jedną z pierwszych wystaw ludzi była ta organizowana od 25 lutego 1835 przez amerykańskiego showmana P.T. Barnuma. Zaprezentował afroamerykańską niewolnicę Joice Heth, „reklamowaną” jako 161-letnia pielęgniarka George’a Washingtona. Pokazywał też Changa i Enga Bunkerów (bracia bliźniacy będący przykładem zroślaka), których nietypowość postanowił wykorzystać brytyjski kupiec Robert Hunter. W latach 50. XIX wieku Maximo i Bartola (dzieci pochodzące z Azji Środkowej chore na małogłowie) byli pokazywani w Stanach Zjednoczonych oraz Europie jako „azteckie dzieci” i „azteckie liliputy”. To, co początkowo było ograniczone dla garstki ludzi, w ciągu mniej niż jednego pokolenia przekształciło się w dochodowy przemysł z zorganizowanymi zespołami, choreografią i inscenizacjami, wyszukanymi kostiumami, impresariami, kontraktami oraz agentami odpowiedzialnymi za rekrutację ludzi. Wystawę w Barnum’s American Museum, poświęconą „dziwakom”, a otwartą w 1841, do 1868 obejrzało około 40 milionów osób. W 1871 Barnum stworzył P.T. Barnum’s Grand Traveling Museum, Menagerie, Caravan, and Circus i zaczął podróżować po świecie, odnosząc ogromny sukces w Europie.
Do XVIII wieku teorie naukowe koncentrowały się głównie na sferze kulturowej i fizycznej różnych populacji. W XIX wieku uwagę przekierowano na określenie „ras”: Indian amerykańskich, Afrykanów, Azjatów, Europejczyków itp. Dzieło Anglika Edwarda Tysona (1650–1703), który badał podobieństwa między ludźmi i małpami, stało się podstawą nowego podejścia. W Natural History of Mankind Georges-Louis Leclerc de Buffon (1707–1788) umieścił człowieka w samym centrum królestwa zwierząt. Karol Linneusz opracował hierarchiczną klasyfikację, która umożliwiła podział ludzkości na cztery „odmiany” (1758). Dodatkowo, na podstawie pomiarów czaszki lub koloru skóry, wyciągnięto wnioski odnoszące się do intelektu i zdolności moralnych różnych populacji. W 1795 Johann Friedrich Blumenbach jako pierwszy naukowiec sklasyfikował ludzi według „ras”. W tym samym roku Georges Cuvier (1769–1832) i Étienne Geoffroy Saint-Hilaire (1772–1844) stwierdzili, że budowa twarzy determinowała rozwój mózgu. Podział na podstawie koloru skóry i pewnych cech fizycznych wzmacniał imperialny dyskurs i „naukowe” podstawy niewolnictwa i kolonializmu. W połowie XIX wieku Karol Darwin w książce O powstawaniu gatunków (1859) zaprezentował ideę „zaginionego ogniwa” między człowiekiem a małpą w wielkim łańcuchu bytów. Muzea anatomii (np. wędrowne muzeum dr. Spitzera działające od 1856) służyły upowszechnianiu nowej nauki. Oparcie na pracy naukowców takich jak Arthur de Gobineau (An Essay on the Inequality of the Human Races, 1853–1855) czy Houston Stewart Chamberlain (The Foundations of the Nineteenth Century, 1899) przyczyniło się do wprowadzenia do głównego nurtu myślenia opartego na rasie, uzasadniającego ekspansję kolonialną. Inni, jak na przykład haitański antropolog Joseph Anténor Firmin (praca On the Equality of Human Races, 1885), krytykowali hierarchię rasową. Od połowy XIX wieku wystawy ludzi można było znaleźć wszędzie (teatry, jarmarki, ogrody publiczne, ogrody zoologiczne, cyrki, kabarety). Pierwsza powszechna wystawa odbyła się w Londynie w 1851. Odtąd ludzkie zoo pokazywano podczas wielkich ekspozycji. Ludzkie zoo największą popularność osiągnęły w latach 70. XIX wieku, w początkowym okresie imperializmu.

## Od lat 70. XIX wieku do I wojny światowej

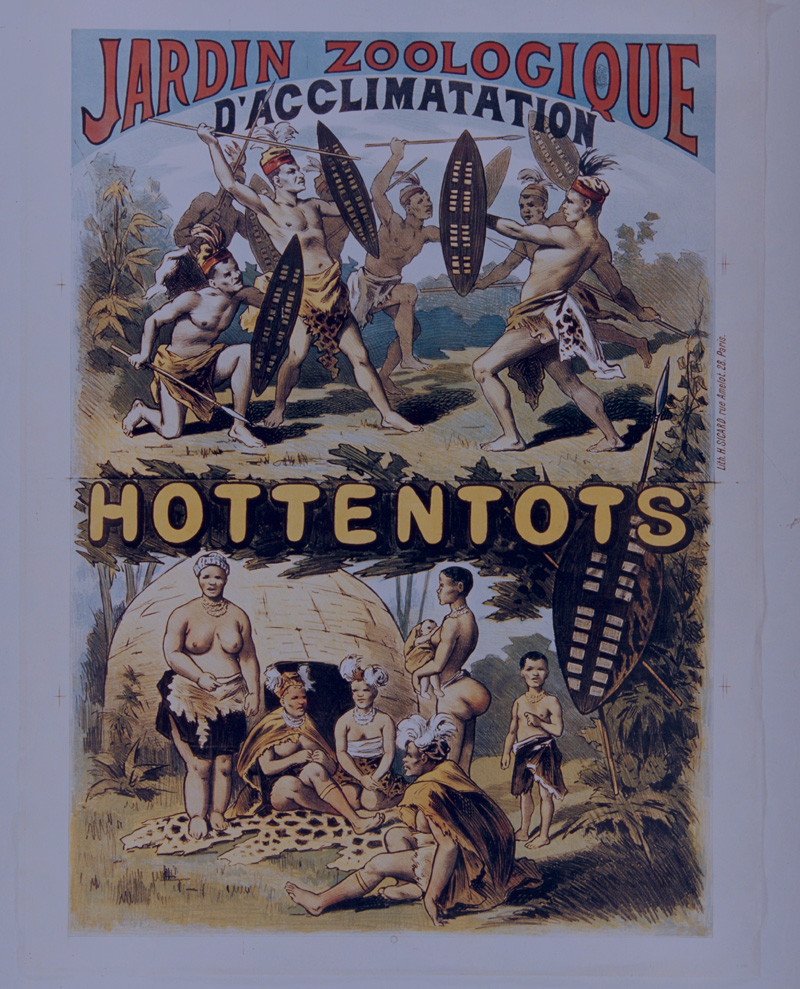
Plakat zapowiadający wystawę w Jardin d’Acclimatation w Paryżu

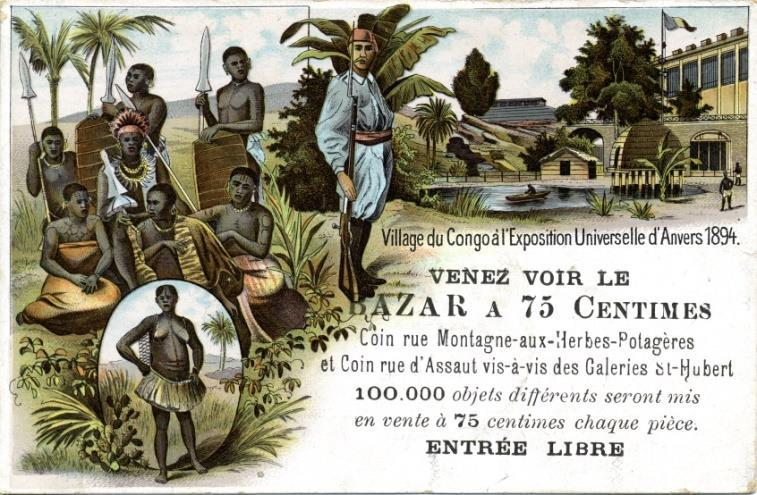
Pocztówka reklamująca wystawę w Antwerpii 1894

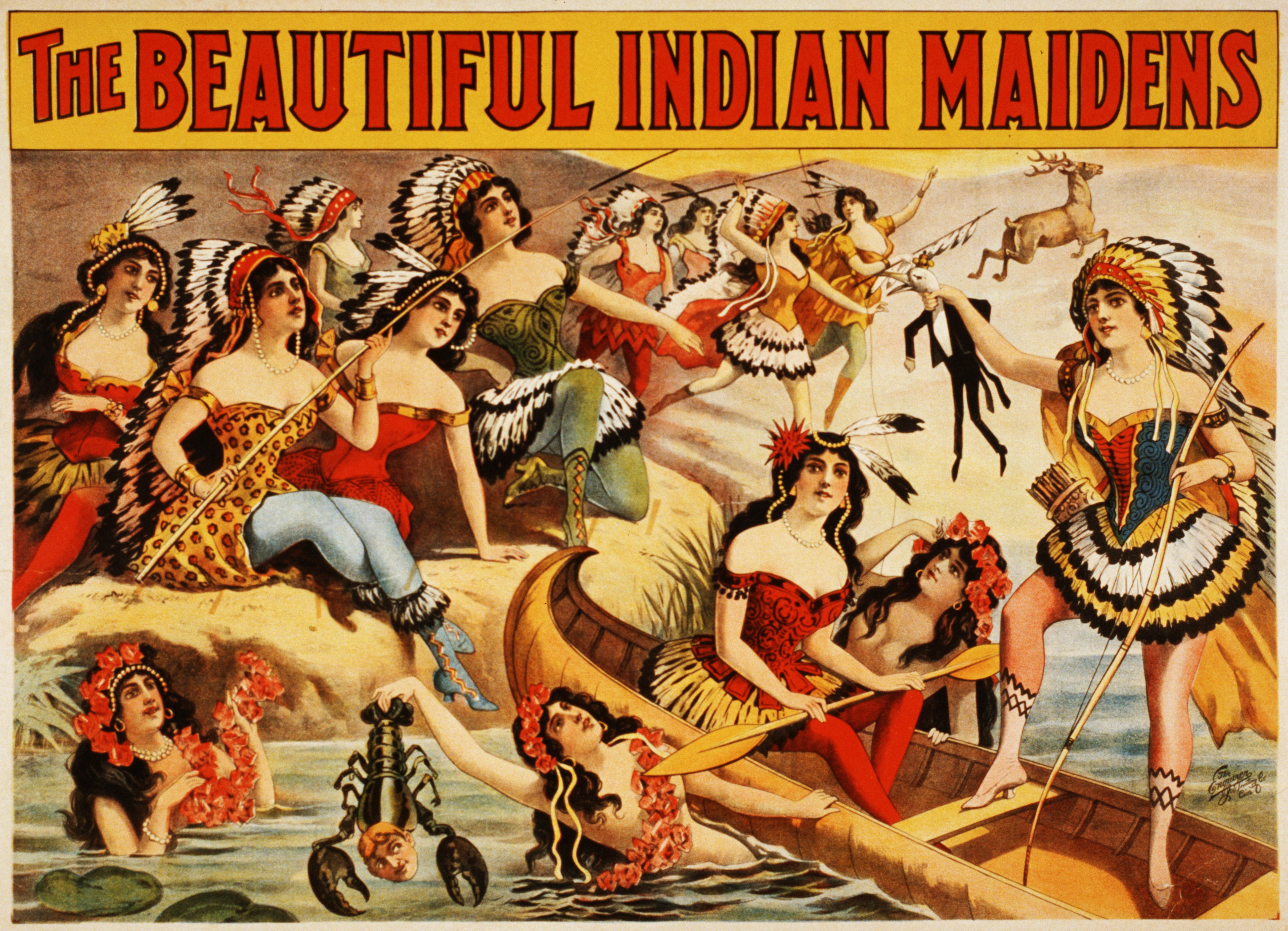
Plakat promujący burleskę Wild West, około 1899

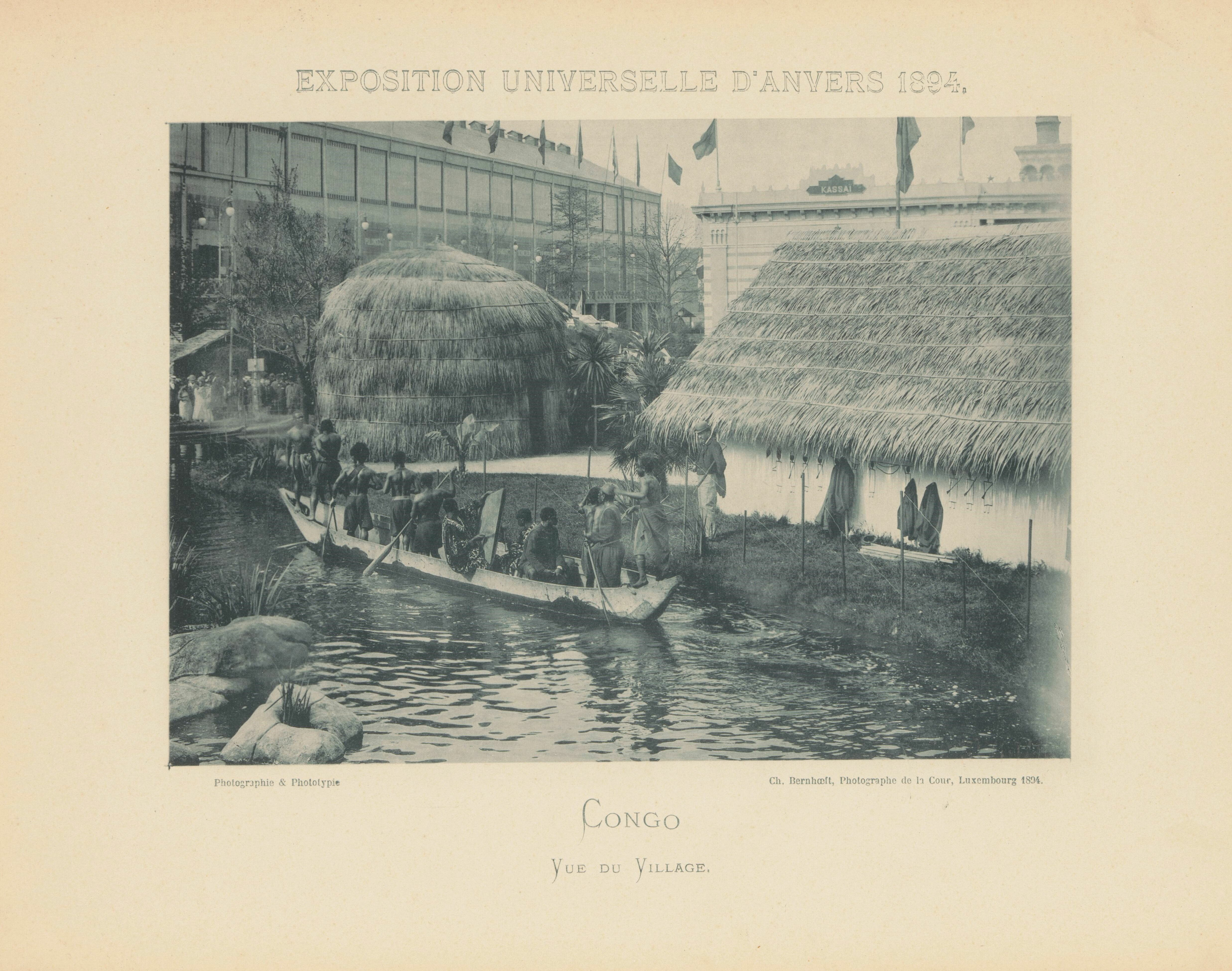
Grupa nieznanych Afrykańczyków w łodzi przy pawilonie Konga podczas Wystawy Światowej 1894 w Antwerpii

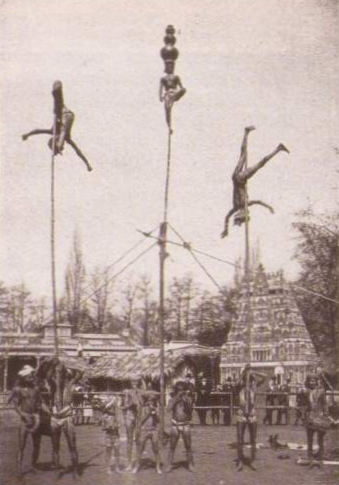
Grupa artystyczna „Les Malabares”, „Völkerschau” w Tiergarten Nill, ok. 1900

Ludzkie zoo można było zobaczyć w wielu największych miastach Europy (Paryż, Hamburg, Londyn, Mediolan) i miastach amerykańskich (Nowy Jork i Chicago). W Niemczech Carl Hagenbeck, kupiec handlujący dzikimi zwierzętami oraz późniejszy właściciel przedsiębiorstwa zajmującego się handlem egzotycznymi zwierzętami i właściciel kilku cyrków objazdowych, w 1874 zdecydował się na zorganizowanie wystawy Samoańczyków (grupy etnicznej żyjącej na Wyspach Samoa) oraz Lapończyków jako „nieskażenie czystej” nacji. Pokazał ludzi wraz ze zwierzętami i roślinami, „odtworzył” ich „środowisko naturalne”. Sprzedawał ludziom wrażenie dalekich podróży za pomocą prezentowanych eksponatów. To odróżniało jego wystawę od innych. Odniósł sukces, tworzył więc coraz większe i bardziej wyszukane wystawy. Ekspozycje opierały się na stereotypach, projekcji zachodniej wyższości i konieczności ujarzmienia pozaeuropejskich ludów. Promowały także rasizm naukowy, który klasyfikował prezentowanych na wystawach ludzi jako mniej lub bardziej „cywilizowanych” na skali od małp człekokształtnych po zachodnich Europejczyków.
W 1876 Hagenbeck wysłał posłańca do rządzonego przez Egipcjan Sudanu w celu przywiezienia z tego kraju dzikich zwierząt oraz Nubijczyków. Wystawa odniosła wielki sukces w dużych europejskich miastach – Paryżu, Londynie oraz Berlinie. Hagenbeck wysłał również swojego agenta na Labrador w celu „ochrony” Eskimosów. Inuici pokazywani byli później w Hamburgu.
W latach 70. XIX wieku etnolodzy w Niemczech chwalili wystawy ludzi jako „edukacyjne” dla ogółu populacji. Pod koniec XIX wieku niemieckie muzea etnograficzne były postrzegane jako empiryczne studium kultury ludzkiej. Zawierały artefakty z kultur z całego świata uporządkowane według kontynentów, pozwalające odwiedzającym zobaczyć podobieństwa i różnice między grupami oraz „formować własne pomysły”. Narracja wystaw utrwalała poglądy, że Europejczycy „ewoluowali” w „wyższe”, „kosmopolityczne” życie.
Albert Geoffroy Saint-Hilaire, dyrektor paryskiego Ogrodu Aklimatyzacji, w 1877 zdecydował się zorganizować dwa „spektakle etnologiczne”, podczas których prezentowani byli Nubijczycy oraz Inuici. Tego samego roku liczba odwiedzających ogrodu podwoiła się, osiągając 1 milion. Między 1877 a 1912 w Jardin d’Acclimatation było prezentowanych około 30 wystaw etnologicznych.

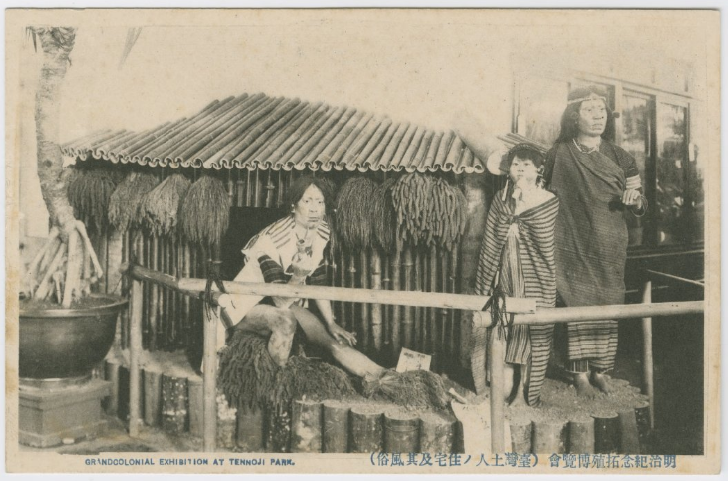
Trzy Tajwanki na wystawie w Osace, 1903

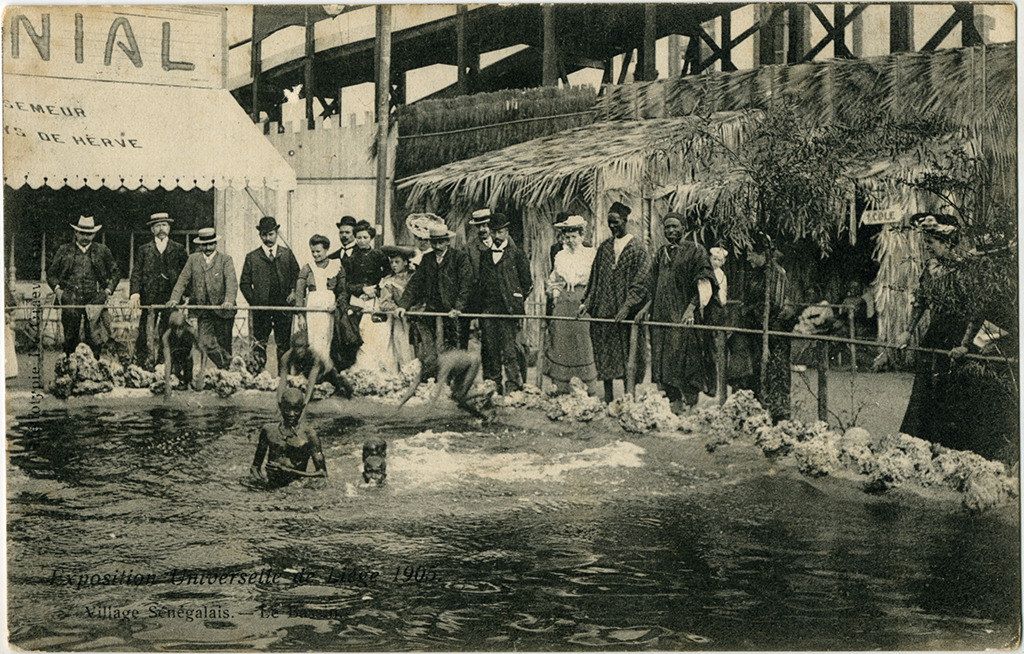
Senegalska wioska na wystawie w Liège, 1905

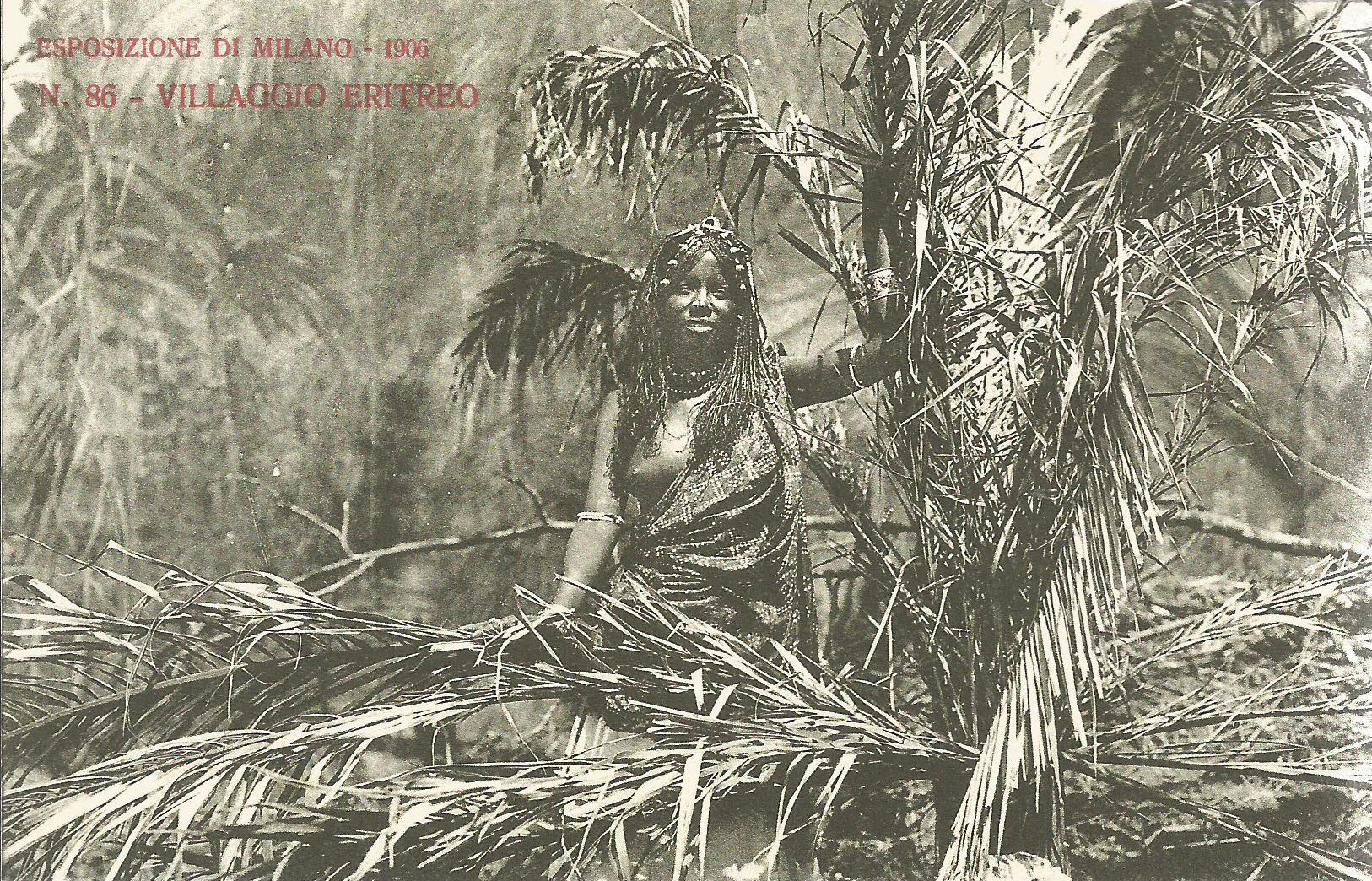
Pocztówka z wystawy w Mediolanie, 1906

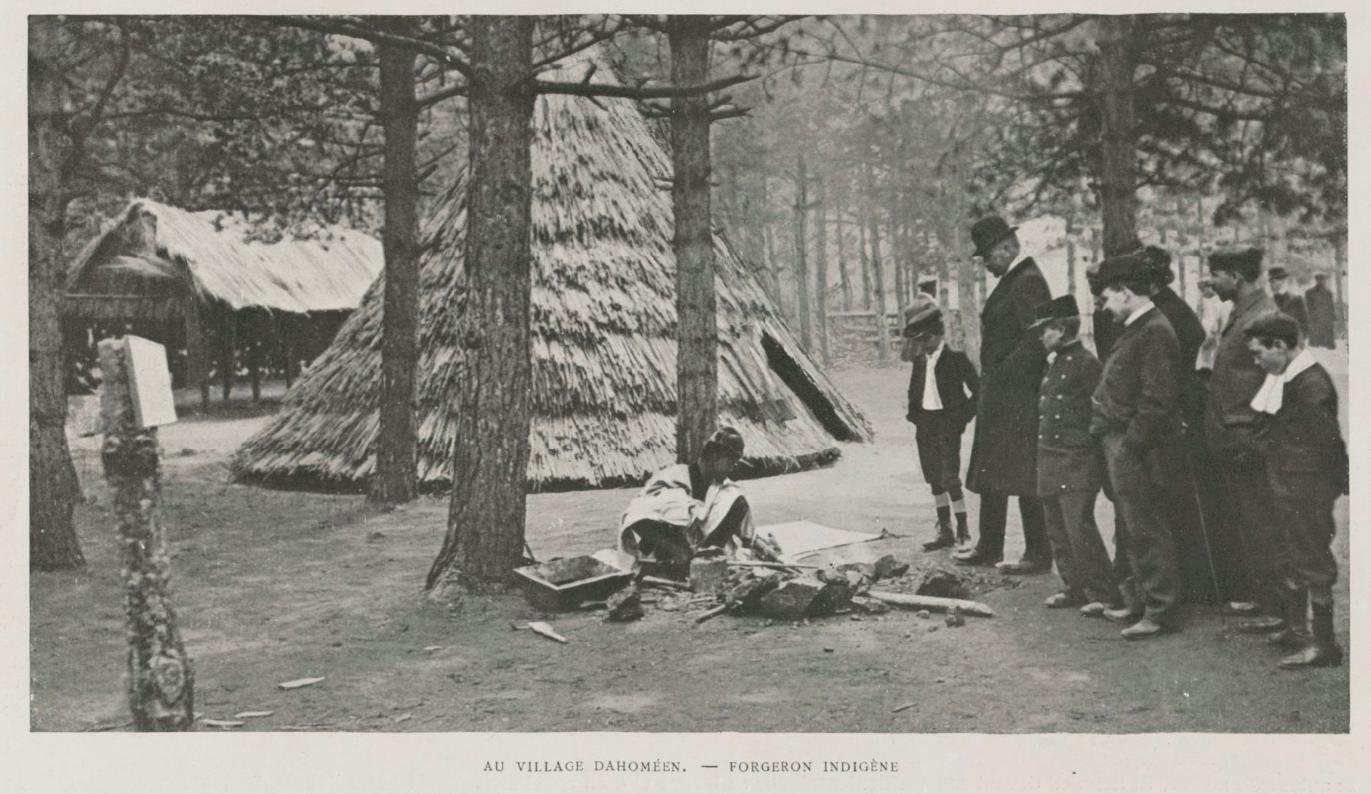
Wystawa kolonialna w Paryżu, 1907

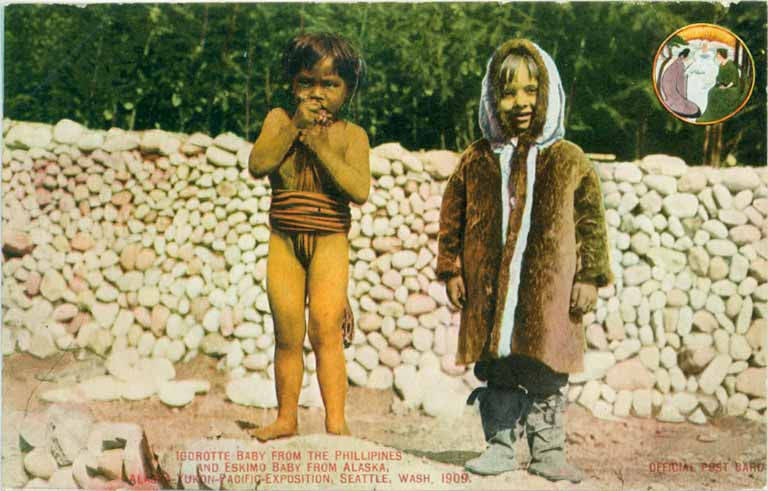
Pocztówka przedstawiająca dzieci: igorrotskie i inuickie na wystawie Alaska-Jukon-Pacyfik w Seattle, 1909

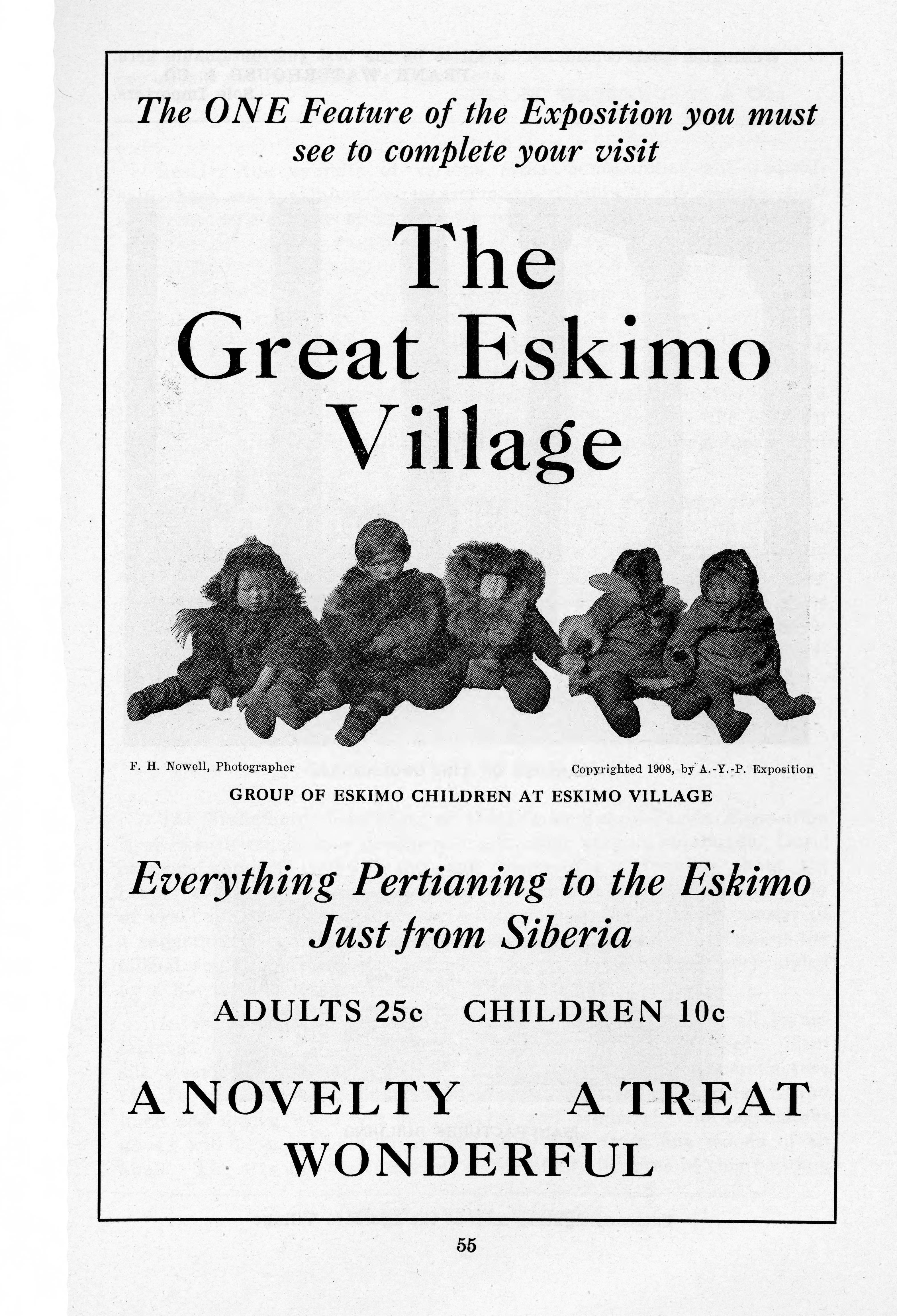
Oficjalny przewodnik po wystawie w Seattle, 1909

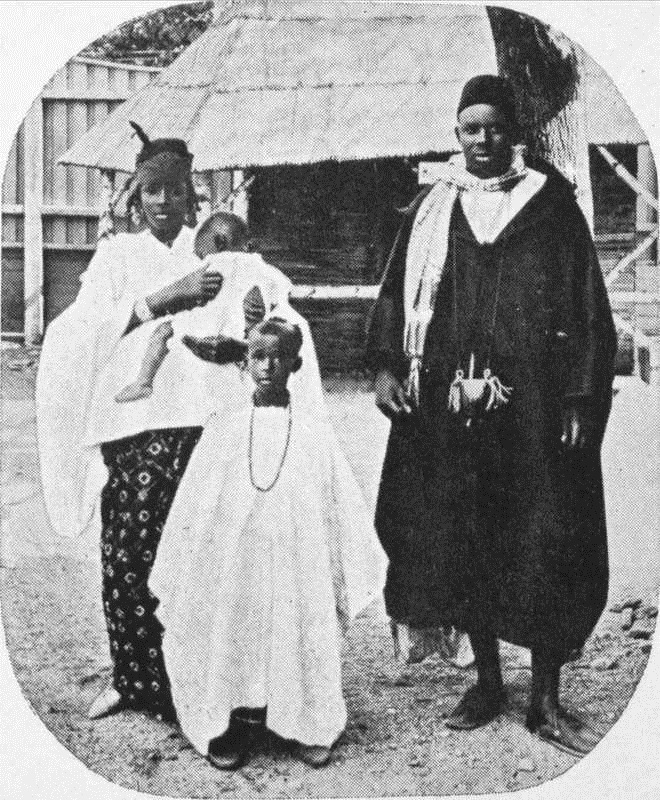
Zdjęcie z wystawy w Oslo w 1914

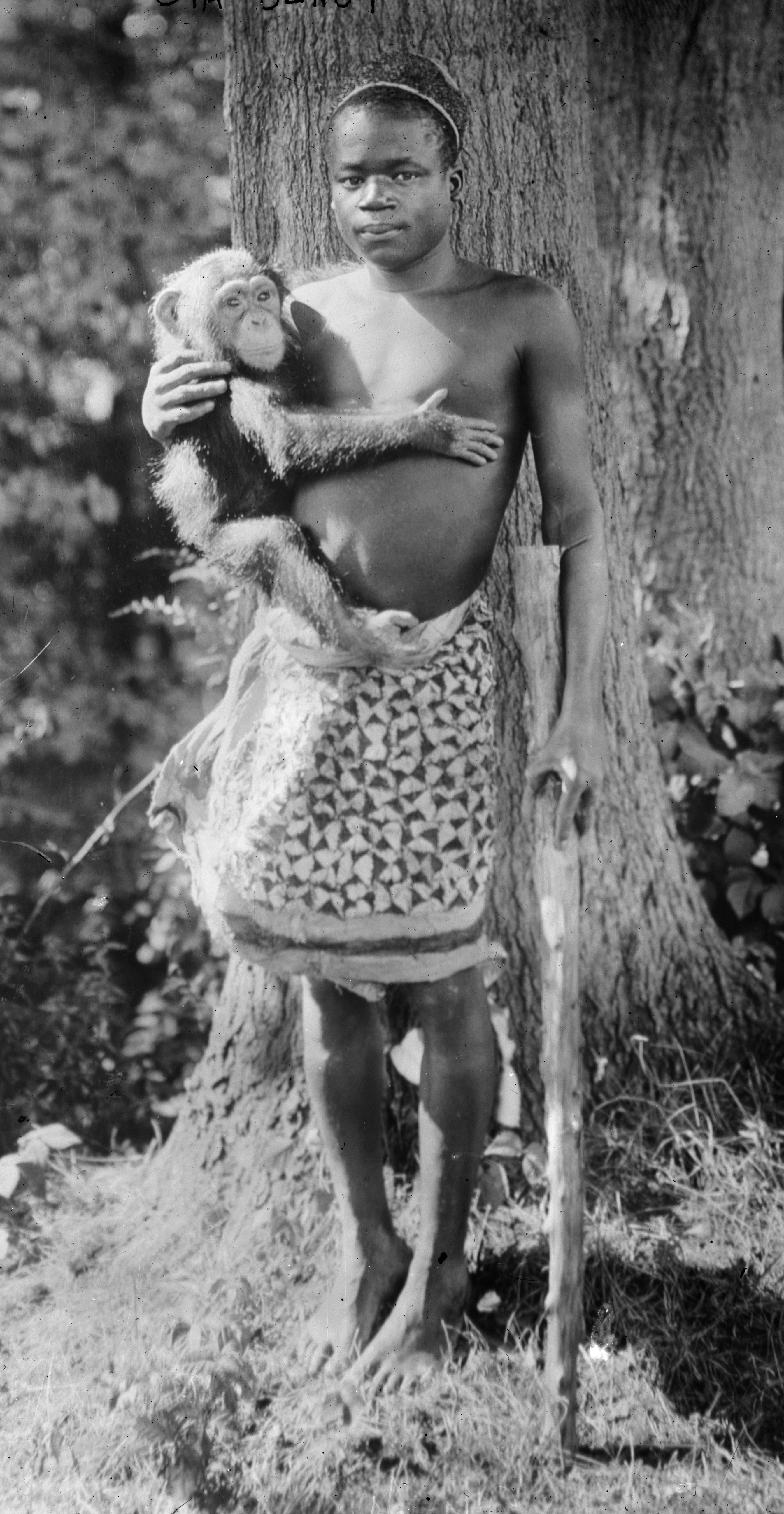
Ota Benga w Bronx Zoo

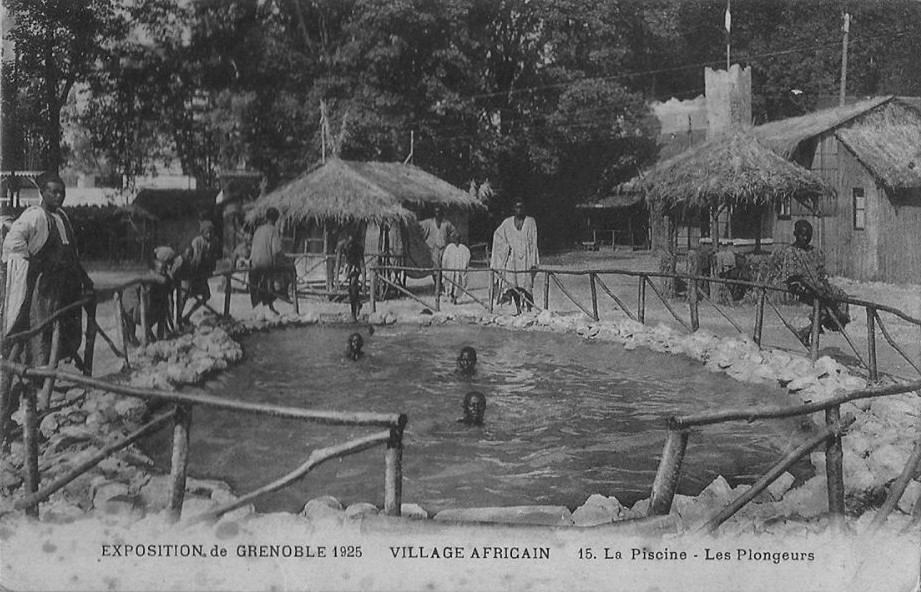
„Afrykańska wioska” na wystawie w Grenoble w 1925

W latach 1878 i 1889 podczas odbywającej się w stolicy Francji Wystawy Światowej zaprezentowano „murzyńską wioskę” (fr. village nègre). Odwiedzona przez 28 milionów ludzi wystawa z 1889 pokazywała – jako główną atrakcję – 400 rdzennych mieszkańców Afryki. Pokazano też „typową ulicę Kairu” i sześć wiosek kolonialnych. W 1896 na Wystawie Narodowej w Genewie powstała „wioska murzyńska” i „wioska szwajcarska”. Organizowano wystawy w Paryżu (w 1867), Filadelfii (1876), Palermo (1891), Antwerpii (1894), Barcelonie (1896). W 1883 podczas Międzynarodowej Kolonialnej i Eksportowej Wystawy w Amsterdamie w Rijksmuseum prezentowani byli rdzenni mieszkańcy Surinamu. Wystawa w Brukseli w 1897 składała się m.in. z kolonialnej części zaprezentowanej w Tervuren, gdzie pokazano „kongijskiego dzikusa”. Na Wystawie Światowej w 1900 w Paryżu prezentowana była diorama „Życie na Madagaskarze”. Na wystawie afrykańskiej w 1895 w Kryształowym Pałacu około osiemdziesięciu osób z Somalii zostało wystawionych w „egzotycznej” scenerii. W 1896, zoo w Cincinnati, aby zwiększyć liczbę odwiedzających, zaprosiło stu Siuksów do założenia wioski w mieście. Mieszkali w zoo przez trzy miesiące. Wystawa brytyjska w 1899, wystawa w Liège w 1905, Mediolanie w 1906, Brukseli w 1910, Gand w 1913 i San Francisco w 1915 utrwalały imperialną narrację. Podczas Kolonialnej Wystawy w Marsylii (1906 i 1922) oraz w Paryżu (1907 i 1931) pokazywani byli ludzie zamknięci w klatkach, często półnadzy lub całkowicie obnażeni. W 1931 Kolonialna Wystawa w Paryżu odniosła kolejny sukces – w czasie 6 miesięcy odwiedziły ją 34 miliony ludzi. W czasie równolegle zorganizowanej „kontrwystawy”, zatytułowanej „Prawda o koloniach” (ang. The Truth on the Colonies), organizowanej przez Francuską Partię Komunistyczną, André Gide i Albert Londres krytykowali niewolniczą pracę w koloniach. Prezentowane były również senegalskie wioski nomadów.
W 1882 Buffalo Bill rozpoczął prowadzenie Wild West Show, wykorzystując występy rdzennych Amerykanów, kowbojów, koni i bawołów. Wśród wykonawców byli m.in. Calamity Jane, Geronimo i Siedzący Byk, kilku marokańskich, afrykańskich i japońskich aktorów, jak również francuski żołnierz piechoty. Wild West Show pokazywany był w Europie. Później Buffalo Bill udał się do Paryża na Wystawę Powszechną, gdzie pokazał 250 rdzennych Amerykanów, 200 koni i 20 bizonów. W show w 2 tysiącach miast i miasteczek w kilkunastu krajach wzięło udział łącznie ponad 50 milionów widzów. Pokazy przyczyniły się do tego, jak Europejczycy postrzegali Indian.
W 1886 Hiszpanie pokazali na wystawie rdzennych mieszkańców Filipin jako ludzi, których „ucywilizowali”. To wydarzenie dodało ognia filipińskiej rewolucji w 1896. Królowa Hiszpanii, Maria Krystyna Austriacka, zinstytucjonalizowała działalność ludzkich zoo. Do 1887 rdzenni mieszkańcy Igorot i zwierzęta zostali wysłani do Madrytu. Byli wystawiani w ludzkim zoo w nowo wybudowanym Palacio de Cristal del Retiro.
Na Światowej Wystawie Kolumbijskiej w 1893 i na Wystawie Panamerykańskiej w 1901 Charles Dudley Arnold i Harlow Higginboth sfotografowali i skatalogowali jako antropologiczny „typ” tancerkę o pseudonimie Little Egypt. W ludzkich zoo i na wystawach dochodziło bowiem do jawnego uprzedmiotowienia i seksualizacji ludzi, najczęściej kobiet. Nie zapewniano im prywatności, nie okazywano szacunku. Po śmierci przeprowadzano sekcje zwłok i wystawiano je na widok publiczny. Kulturowe skrępowanie fantazji erotycznych Europejczyków w XIX wieku kontrastowało z tym, że oglądanie nagich kobiet z Afryki było akceptowane. Był to przejaw cenionego zainteresowania wykształconych ludźmi prymitywnymi. Niektórym kulturom nadawano cechy akcentujące ich seksualność: kobiety z Beninu były „dzikimi Amazonkami”, mieszkanki Samoa kobietami „erotycznie wyzwolonymi”, a rdzenne Amerykanki „pięknymi” i „romantycznymi”. Choć mieszanie się ras piętnowano, odwiedzający ludzkie zoo mężczyźni lub kobiety dopłacali, by spędzić noc z osobą spoza Europy, obcą, egzotyczną, nieznaną. Dominika Czarnecka, skupiając się na wystawach etnograficznych na ziemiach polskich pod koniec XIX wieku, wskazała związek między radykalizacją a seksualizacją czarnych kobiecych ciał. Chociaż prezentowane kobiety miały być przykładem amazońskich wojowniczek, ich stroje nie była podobne do amazońskich. Zachowała się dokumentacja komentarzy widzów na temat ich ubrań odsłaniających ciała i samych ciał. Chociaż to kobiety najczęściej były uprzedmiotowiane, istnieje kilka przypadków pokazywania „egzotycznych” mężczyzn ze względu na ich wygląd. W XVIII wieku do Włoch z Afryki Środkowej trafił niewolnik Angelo Solimann. Zyskał uznanie wiedeńskiego społeczeństwa dzięki umiejętnościom walki i ogromnej wiedzy o języku i historii. Niemniej po jego śmierci w 1796 „wypchano i wystawiono jego ciało w wiedeńskim Muzeum Historii Naturalnej” na prawie 10 lat.
Wystawy organizowano najczęściej w państwach metropolialnych, w szczególnych przypadkach także w koloniach, na przykład w Kalkucie w 1883 czy w Hanoï w latach 1902–1903. Po wojnie hiszpańsko-amerykańskiej Stany Zjednoczone zdobyły nowe terytoria (Guam, Filipiny i Portoryko). William H. Taft, cywilny gubernator Filipin, zezwolił Stanom Zjednoczonym na zorganizowanie na Filipinach wystawy w celu „zaprezentowania nowej kolonii”. Chociaż wystawa była promowana jako pokaz potęgi i rozwoju Stanów Zjednoczonych, Filipińczycy byli pokazywani jako „gorsi rasowo i niezdolni do narodowego samostanowienia w najbliższej przyszłości”. Zachęcano ich do prezentowania zwyczajów, które Amerykanie postrzegali jako dziwaczne i „dzikie”, np. jedzenie psa. Ludzie brali również udział w demonstracjach inspirowanych kulturą Zachodu, np. w policyjnych zespołach musztry. Poza tym w 1904 na Światowych Targach w St. Louis w związku z Letnimi Igrzyskami Olimpijskimi pokazano ponad 1100 Filipińczyków. Sprowadzono przedstawicieli czterech plemion (Igorot, Negrito, Visayan i Moro), aby pokazać różnorodność narodu filipińskiego, choć same wioski nazwano Igorrote Village. Kiedy Filipińczyków przetransportowano do St. Louis, otrzymali tylko rację ryżu, trochę sucharów i konserw. Wielu przyjechało chorych. W czasie, gdy w zoo budowano dla nich tradycyjne chaty, dostali tymczasowe kwatery mieszkalne. Podczas wystawy zostali zmuszeni do zaprezentowania swoich tradycji, aby zapewnić ludziom rozrywkę. Dla dzieci z tych plemion zbudowano szkołę. Goście mogli obserwować z podwyższonego balkonu uczące się w niej dzieci.
Od połowy XIX wieku organizowano także katolickie i protestanckie wystawy misyjne (ang. missionary exhibitions). Prezentowano na nich rdzenną ludność z różnych części świata (choć w lepszych warunkach niż w ludzkich zoo). Wstęp na wystawę był płatny, na miejscu można było kupić przedmioty wykonane przez pozaeuropejską ludność. Podkreślano potrzebę prowadzenia działalności misyjnej poza Europą. W Columbus w 1919 amerykańscy metodyści zaprezentowali setki ochrzczonych ludzi w ich tradycyjnych, rdzennych strojach.
W latach 1900–1914, oprócz wystaw światowych czy kontynentalnych, zaczęły się pojawiać wystawy narodowe, na przykład japońska Narodowa Wystawa Przemysłowa w Osace w 1903. W dniach 1 maja–31 października 1908 w Saughton Park w Edynburgu odbyła się Szkocka Wystawa Narodowa. Otworzył ją jeden z wnuków królowej Wiktorii, książę Artur z Connaught. Jedną z atrakcji była wioska Senegalczyków z jej francuskojęzycznymi mieszkańcami. Demonstrowali swój sposób życia, sztukę i rzemiosło, mieszkając w barakach. W 1909 infrastruktura wystawy została wykorzystana do budowy nowych Ogrodów Morskich na wybrzeżu Portobello. Na powstającej tam wystawie umieszczono grupę somalijskich mężczyzn, kobiet i dzieci. Mieszkali w krytych strzechą chatach.

Na wystawach narodowych pokazywano m.in. mniejszości etniczne zgodnie z tezą, że „dzikusa” można znaleźć w bliskim sąsiedztwie, a nie tylko w odległych krajach. „Tubylców” z rdzennych plemion amerykańskich po raz pierwszy pokazywano masowo w Stanach Zjednoczonych i Kanadzie. W 1908 na wystawie w Londynie obok wioski Senegalczyków stanęła irlandzka wioska, a na wystawie w Nantes w 1910 można było znaleźć wioskę bretońską obok „wioski murzyńskiej”. Czerkiesi lub ludzie z Kaukazu byli pokazywani na wystawach w Imperium Rosyjskim. Celem nie było skojarzenie ich z „dzikimi”, ale raczej przedstawienie regionalnej specyfiki jako archaicznych śladów w czasach, gdy imperatywem była konsolidacja tożsamości narodowej. W Japonii o to samo chodziło z przedstawieniem rdzennej ludności z Tajwanu, Ajnów z Hokkaido czy mieszkańców Okinawy. Niemniej według narracji prezentowanej na wystawach ludzie ci uznawani byli za gorszych i zacofanych, stąd wnioskowano, że należy ich cywilizować. W 1903 wystawa Koreańczyków (pokazanych jako kanibale) na wystawie w Osace służyła usprawiedliwieniu japońskiej kolonizacja Korei w 1910. 

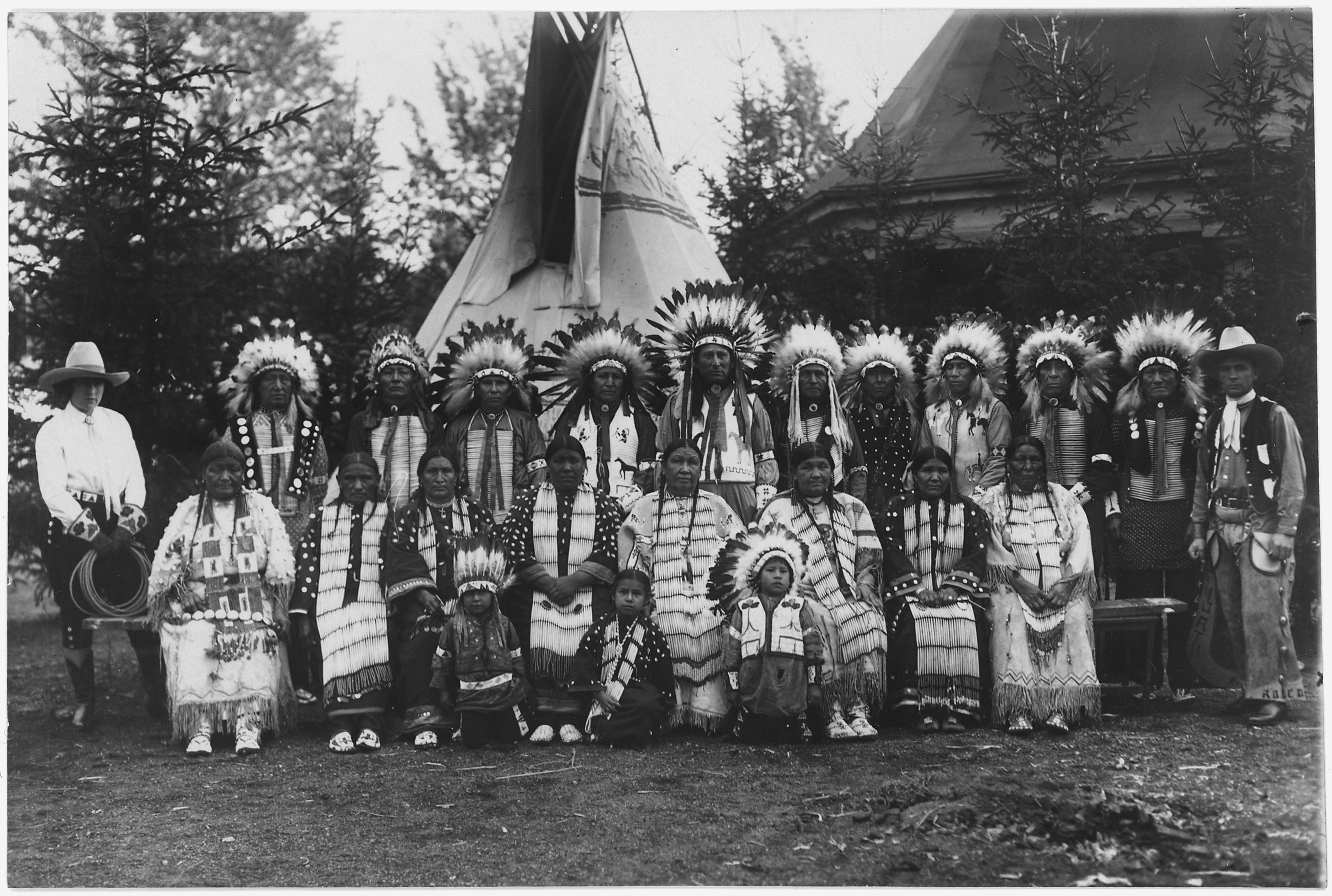
Siuksowie w cyrku Sarrasani w Dreźnie, 1928

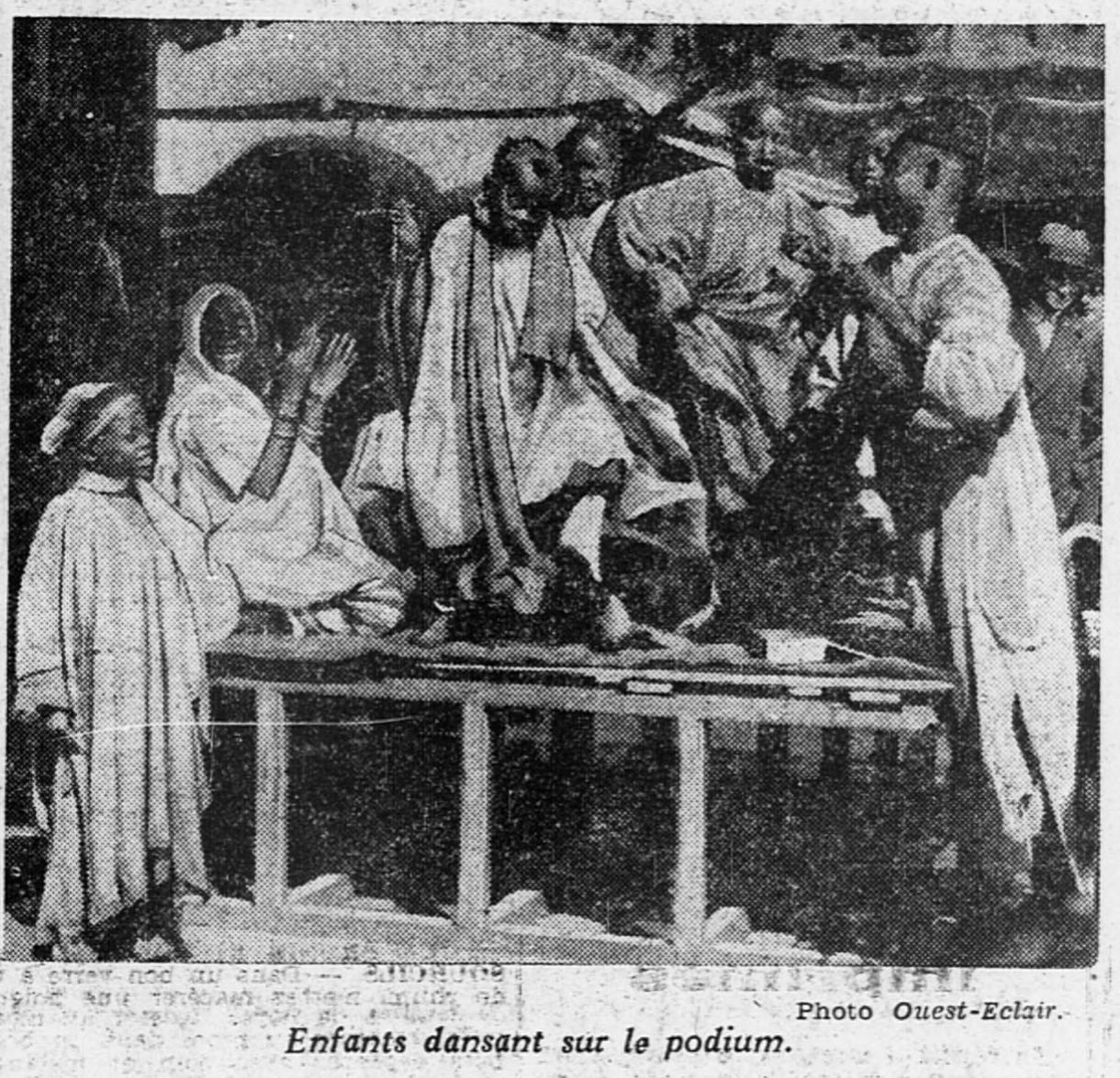
Występy w ludzkim zoo w Rennes w maju 1929

Granica między pokazywaniem eksponatów a teatralnym występem była nieuchwytna. Ekscytację i zainteresowanie wzbudzali giganci, osoby niskorosłe, osoby otyłe, bardzo szczupłe, ludność rdzenna, hermafrodyty, zrośnięte bliźniaki, osoby z niepełnosprawnościami, cierpiące na hipertrichozę, brodate kobiety, zaklinacze węży, połykacze ognia – każda osoba, która została uznana za odstającą od reguły, anomalię. Za cenę biletu pokazy dziwaków oferowały widzom ikonę cielesnej odmienności, co zapewniało oglądającym poczucie członkostwa we wspólnej tożsamości w porównaniu z przeciętnością, uległością, normalnością. Emocje wzbudzali m.in. afroamerykański aktor Ira Aldridge, kubański klaun Chocolat, japońska tancerka Hanako, The Three Striped Graces występujące w paryskiej sali Olympia, a także minstrele o czarnych twarzach. W 1886 John Merrick, nazywany Człowiekiem Słoniem, wystawiany w Wielkiej Brytanii przez sir Fredericka Trevesa. Od 1887 popularną atrakcją była „włochata rodzina z Birmy”. Na początku XX wieku zainteresowaniem cieszył się Lionel the lion faced man.
Zachowało się niewiele relacji osób, które przebywały w ludzkich zoo. Są to wspomnienia impresario Maungwudausa z plemienia Odżibwejów, Zulusa z trupy, która przybyła do Londynu w 1853, „dziennik podróży” Inuity Abrahama Ulrikaba. Inuita Zachariasz po odbyciu tournée po Ameryce w 1893 stał się „rzecznikiem” ludzkich eksponatów. Mówił: Cieszymy się, że odzyskaliśmy wolność i nie musimy pokazywać się tak, jakbyśmy byli zwierzętami. Istnieją dowody na surowe i nieludzkie traktowanie osób przebywających w ludzkich zoo, umieszczanie ich na wybiegach, które oddzielały ich od zwiedzających i „chroniły” publiczność (np. w zoo w Paryżu i Bazylei), przekazywanie organów ludzi do badań naukowych (St.-Louis w 1904, plemię Galibi w 1892 we Francji), przypadki śmiertelne (zgony Kongijczyków w Tervuren w 1897 czy Filipińczyków w Hiszpanii w 1887), opłakane warunki życia (Chicago w 1893). Przed przywożeniem rdzennej ludności do miast, gdzie byli wystawiani na wystawach, szczepiono ich, reklamowano, drukowano pocztówki, spisywano umowy. Władze kolonialne opracowały taktykę rekrutacji „dzikich”. Nadzorowaniem wystaw, ekspozycji i trup zajmowały się odpowiednie organizacje. W latach 1890–1900 sprofesjonalizowano bycie „dzikusem”. Tacy ludzie stali się aktorami, którzy mieli trzymać się scenariuszy napisanych przez organizatorów wystaw. Stawali się statystami obecnymi w wyobraźni oglądających i w życiu codziennym. Opowiadali historię, która nie była ich własną. Oglądający wystawy mogli nawet dotykać „eksponatów” i zabierać do domu pamiątki (np. pocztówki). Popularyzację wystaw i reklamę zapewniały plakaty. Podkreślano na nich, podobnie jak na pocztówkach, zwierzęcość, nagość i seksualność prezentowanych osób. Potencjał „ludzkich ogrodów zoologicznych” wykorzystano w filmie. W 1896 bracia Lumière uchwycili na filmie spektakle w Jardin d’Acclimatation w Paryżu. W 1894 WKL Dickson nagrywał rdzennych Amerykanów pokazywanych przez Buffalo Billa. Publikowano przewodniki dla zwiedzających, w prasie pojawiał się ilustrowane artykuły, wydawano foldery reklamowe, chromolitografie, obrazy, rysunki i szeroki wachlarz innych materiałów. Powszechną formą dokumentacji i popularyzacji ludzkich zoo były zdjęcia, które utrwalały obraz „dzikusa”. W Europie w fotografii „portretowej” specjalizował się Roland Bonaparte, który do 1892 uchwycił setki ludzi pokazywanych na „wystawach etnicznych”. W 1883 Pieter Oosterhuis i Friedrich Carel Hisgen sporządzili dokumentację fotograficzną Internationale Koloniale en Uitvoerhandel Tentoonselling w Amsterdamie. W Stanach Zjednoczonych fotografka Gertrude Käsebier wykonała portrety rdzennych Amerykanów. To wszystko sprawiało, że tubylcze wioski pokazywane w dużych miastach były wielkimi atrakcjami. Przykładowo wioska Inuitów w Madrycie w 1900 szybko stała się najpopularniejszą atrakcją w stolicy Hiszpanii. Istniała ogromna liczba wędrownych trup, które prezentowały tematyczne wioski w wielu państwach i wszędzie spotkały się z zainteresowaniem publiczności liczonej w milionach.

## Lata 1914–2000
W latach 1918–1940 cieszące się największą popularnością wystawy z ludzkimi zoo organizowano we Francji, Wielkiej Brytanii, Portugalii, Belgii, Niemczech, Włoszech i Republice Południowej Afryki. Mimo utraty kolonii po I wojnie światowej we Włoszech i Niemczech organizowano wystawy, co miało pomóc tym państwom zaznaczyć swą obecność w gronie światowych imperiów. W 1939 na Deutsche Kolonial w Dreźnie władze hitlerowskie potwierdziły „sprawność tzw. niemieckiego modelu kolonizacji”, a w Neapolu w 1940 Mussolini celebrował „odzyskanie” imperium kolonialnego nawiązującego do tradycji Cesarstwa Rzymskiego. Na międzywojennych wystawach uwypuklano nowoczesność i obietnice lepszej przyszłość, czego emanacją była Wystawa Światowa w Nowym Jorku w 1939 promująca ideę „budowania świata jutra”. Wystawy kolonialne (Marsylia 1922, Wembley 1924, Liège i Antwerpia 1930, Paryż 1931, Chicago 1933) oraz „narodowe” (Japonia, Włochy, Niemcy 1922–1940) nadal przyciągały pokaźną widownię. Niemniej estetyka wystaw stopniowo się zmieniała. Model „dzikusa” ewoluował w kierunku „tubylca”, którego się cywilizuje. Podkreślano triumfy kolonialne, „korzyści” i pozytywne aspekty kolonializmu, „misję cywilizacyjną”. Wprowadzono nowy model – pojawiły się „wioski etniczne”. Wystawa Wembley w latach 1924–1925 (27 milionów zwiedzających) oraz Międzynarodowa Wystawa Kolonialna w Vincennes w 1931 były szczytowymi punktami europejskiego imperializmu, które ukazywały obraz imperium i spacyfikowanych ludów. Na późniejszych wystawach kolonialnych, na przykład wystawie w Brukseli w 1935, której tematem przewodnim był „Pokój przez konkurencję”, Wystawie Imperium Brytyjskiego w Glasgow w 1938, Deutsche Kolonial (Drezno 1939) czy Mostra d’Oltremare (Neapol 1940), przedstawiano ludzi z terenów skolonizowanych w mniej pogardliwy sposób, ale zostali uznani za mniej ważnych niż stoiska handlowe i demonstracje gospodarczej potęgi krajów. Ostatnim z „pokazów etnicznych” o dużym znaczeniu w pierwszej połowie XX wieku była Wystawa Świat portugalski w 1940. Nawiązania do archaiczności natury „tubylców” służyły wzmocnieniu dyskursu nacjonalistycznego. W ramach wystawy członkowie plemienia z Wysp Bissagos w Gwinei Bissau zostali wyeksponowani na wyspie na jeziorze w Tropikalnym Ogrodzie Botanicznym w Lizbonie.
W 1925 wystawa w Belle Vue Zoo w Manchesterze, zatytułowana „Cannibals”, przedstawiała czarnych Afrykanów w rzekomo tubylczych strojach. W 1931 około 100 ludzi z plemienia Kanak z Nowej Kaledonii pokazano w Jardin d’Acclimatation w Paryżu.
Kryzys gospodarczy, która nastąpił po krachu 1929, sprawił, że ani ogrody zoologiczne, ani społeczeństwo nie były skłonne ani nie mogły wydawać pieniędzy na popularną dotąd formę rozrywki, jaką były ludzkie zoo. Od lat 30. XX wieku stopniowo zanikały ludzkie zoo i etniczne wystawy, na co wpływ miała utrata zainteresowania publicznego mimo większego nacisku na pojęcie inności i coraz bardziej spektakularne widowiska, chęć mocarstw kolonialnych do przedstawienia procesu kolonizacji jako trwającego włączania „dzikich” w triumf kolonialny, rozwój nowych mediów takich jak kino, które bardziej poruszało wyobraźnię publiczności. Inne czynniki to ruchy migracyjne i większa ekspozycja na innych, udział ludzi spoza Europy w wojskach Wielkiej Brytanii, Francji, Niemiec itp. podczas Wielkiej Wojny, napływ migrantów spoza Europy.
Jednocześnie w latach 30. XX wieku w USA pojawił się nowy rodzaj ludzkiego zoo – nagie pokazy jako formy edukacji. Pojawiły się w Zoro Garden Nudist Colony na Pacific International Exposition w San Diego w Kalifornii (1935–1936) oraz Sally Rand Nude Ranch na Golden Gate International Exposition w San Francisco (1939). W pierwszej, choć mówiono, że to prawdziwa kolonia nudystów, korzystano z wynajętych artystów. W drugim miejscu występowały nagie kobiety w zachodnich strojach. Na targach Golden Gate odbył się pokaz „Greenwich Village” opisany w oficjalnym przewodniku wystawy jako „kolonia modelek i teatr rewiowy”.
W Niemczech z ekspozycji etnogenicznych zrezygnowano około 1931. Wiele osób sprowadzonych ze swoich ojczyzn do pracy jako eksponaty w ludzkich zoo założyło w Niemczech rodziny i wydało na świat potomstwo. Kiedy już nie pracowali w ludzkich zoo, zostali pozbawieni praw i byli dyskryminowani. Po dojściu do władzy nazistów ludzie występujący wcześniej w ludzkich zoo lub w przedstawieniach scenicznych nie trafiali do obozów koncentracyjnych, ponieważ było ich tak mało, że naziści nie postrzegali ich jako realnego zagrożenia. Nie mogli jednak uczestniczyć w życiu publicznym. Hitlerjugend nie przyjmowała dzieci cudzoziemców, a dorośli o nieniemieckim pochodzeniu nie mogli wstąpić do niemieckiej armii. Wielu ludzi trafiło do pracy w fabrykach przemysłu wojennego lub obozach pracy. Po zakończeniu II wojny światowej rasizm w Niemczech stał się ukryty, ale nie zniknął.
Choć próby zdyskwalifikowania odległych kulturowo Europejczykom grup etnicznych zniknęły z głównego nurtu myśli antropologicznej w połowie XX wieku, jeszcze w 1958 podczas Wystawy Światowej w 1958 w Brukseli pojawiła się „wioska kongijska”. W kwietniu 1994 przykład wioski z Wybrzeża Kości Słoniowej został przedstawiony jako część afrykańskiego safari w Port-Saint-Père niedaleko Nantes we Francji. Nazwano ją później Planète Sauvage.

## Krytyka ludzkich zoo
Na początku XIX wieku w Europie i Stanach Zjednoczonych sprzeciw wobec „ludzkich zoo” wyrażali misjonarze i organizacje religijne. Prezentacja „Hotentockiej Wenus” w 1810 została uznana za niedopuszczalną przez ligi abolicjonistów w Londynie. Organizacje humanitarne i stowarzyszenie przeciw niewolnictwu wzywało do zakończenia „haniebnego wyzysku” i aresztowania impresario. W 1880 berlińska gazeta skrytykowała wystawę Inuitów w berlińskim zoo.
W 1903 w „Human Pavilion” na wystawie w Osace w Japonii odbył się jeden z pierwszych powszechnych protestów przeciwko ludzkim zoo. Pokazanie Koreańczyków i Okinawian w „prymitywnych” mieszkaniach wywołało protesty rządów Korei i Okinawy. Kobieta z Formozy w chińskim stroju rozgniewała grupę chińskich studentów studiujących w Tokio. Do pokazania się w zoo zmuszono nauczyciela z ludu Ajnów. Miał w ten sposób zebrać pieniądze na swoją szkołę, ponieważ rząd japoński odmówił mu dotacji. Fakt, że nauczyciel w tradycyjnym stroju wygłaszał przemówienia i prowadził kwestę, wprawił zwiedzających w zakłopotanie. Anonimowy artykuł na pierwszej stronie japońskiego magazynu potępił tę sytuację, nazywając pokazywanie ludzi na wystawie spektaklem.
W 1906 Madison Grant, antropolog – amator, szef Nowojorskiego Towarzystwa Zoologicznego, jako atrakcję w nowojorskim parku zoologicznym Bronx Zoo pokazywał kongijskiego Pigmeja Ota Bengę razem z małpami oraz innymi dzikimi zwierzętami. Dyrektor zoo, jako zwolennik eugeniki, umieścił Pigmeja w klatce razem z szympansem, przy klatce dodał napis Brakujące ogniwo. Miało to pokazać odwiedzającym, że rdzennym mieszkańcom afrykańskiego buszu – takim jak Ota Benga – bliżej jest w drabinie ewolucji do małp niż do Europejczyków. Wyraźny sprzeciw m.in. afroamerykańskich duchownych i coraz większe kontrowersje wokół Ota Bengi doprowadziły do uwolnienia mężczyzny. Mógł poruszać się po terenie zoo. Ostatecznie został usunięty z zoo i został w Stanach Zjednoczonych. Mieszkał m.in. w sierocińcu na Brooklynie, potem w Lynchburgu w Wirginii. Próbował odnaleźć się w lokalnej społeczności, nauczył się angielskiego. Pracował w fabryce tytoniu w Lynchburgu i planował powrót do Afryki. Wybuch I wojny światowej sprawił, że powrót do Konga stał się niemożliwy. Ota Benga popadł w depresję i 20 marca 1916 popełnił samobójstwo.
W 1906 Ludwik Józef Barot, przyszły burmistrz Angers, potępił „pokazy etniczne”, które służyły upowszechnianiu „obrzydliwych karykatur”. W sierpniu 1912 w artykule w „La Grande Revue” Léon Werth przywoływał kpiny, jakie robiono z mężczyzn „przebranych za murzyńskich klaunów”. Na skutek oburzenia widzów „afrykańska wioska” zniknęła z Wystawy Narodowej w Genewie w 1896. W 1930 martynikańska intelektualistka Paulette Nardal była oburzona wystawą afrykańskich kobiet w Jardin d’Acclimatation w Paryżu. Głos zabrało wielu afrykańskich intelektualistów. Sprzeciwiali się teatralnej prezentacji „sfałszowanej Afryki”. W Wielkiej Brytanii przeciwko ludzkim zoo na Wystawie Imperium Brytyjskiego na Wembley (1924–1925) i Glasgow (1938) protestował Związek Studentów Czarnego Pochodzenia. Podobnie krytykowano wystawę w Chicago w 1933. W 1931 Francuska Partia Komunistyczna połączyła siły z surrealistami i wystawiła „antyimperialistyczną ekspozycję”. Zobaczyło ją 5000 zwiedzających. Protestowano przeciw wystawie Kanaków jako „kanibali” w Jardin d’Acclimatation. Głosy sprzeciwu wybrzmiewały w całej Europie (poza Szwajcarią, gdzie funkcjonował model „wsi etnicznej”), Japonii i Stanach Zjednoczonych.
Światopogląd rasowy, na którym opierała się idea ludzkich zoo, objawił się w myśli kształtującej Holokaust.

## XXI wiek

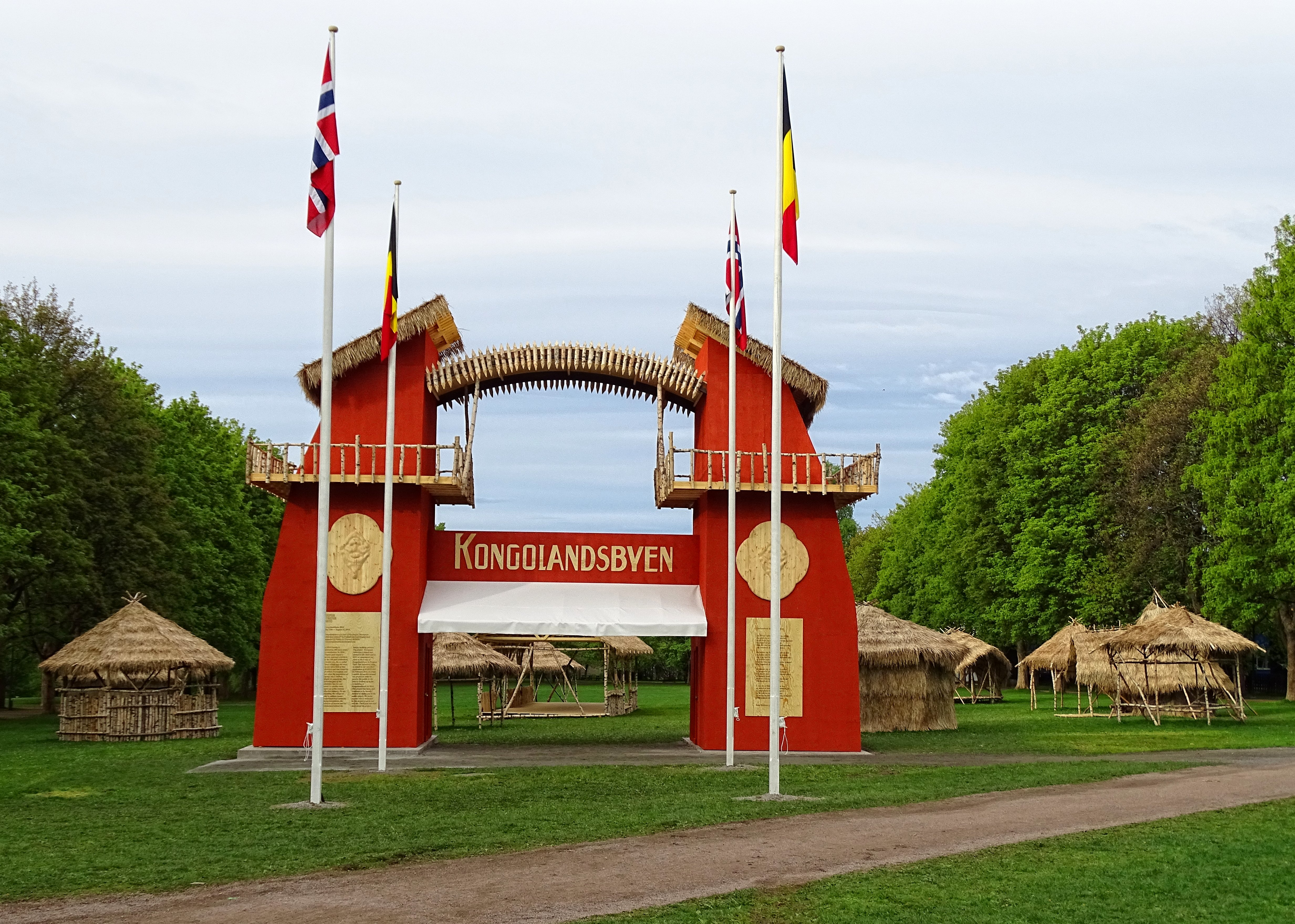
W 1914 w ramach obchodów stulecia norweskiej konstytucji w parku Frogner w Oslo odbyła się wystawa. Jedną z atrakcji było „ludzkie zoo”, wioska Kongo. W 2014 Mohamed Ali Fadlabi i Lars Cuzner wykonali projekt artystyczny: kopię wioski Kongo ustawioną w tym samym miejscu.

Dzięki historyczkom i historykom, powieściopisarzom i powieściopisarkom, filmom dokumentalnym, pełnometrażowym filmom fabularnym temat ludzkich zoo jest znany i kontekstualizowany. Dyskusja o „ludzkich zoo” pomaga zrozumieć sposoby, za pomocą których „naukowy rasizm” stopniowo przekształcał się w „popularny rasizm”, ale też wyjaśnia genezę współczesnych stereotypów. Pierwszą pracą naukową, która krytycznie przyjrzała się zjawisku ludzkich zoo, była dysertacja doktorska Balthasara Staehelina pt. Völkerschauen irn Zoologischen Garten Basel 1879–1935 wydana w 1993. Powstają prace dyplomowe związane z tematem i artykuły prezentujące ludzkie zoo w różnych ujęciach. W latach 2011–2012 w Musée du quai Branly w Paryżu pokazano wystawę Human Zoos: The Invention of the Savage. Odwiedzało ją ponad 45 tysięcy osób miesięcznie. W 2021 wystawę zaprezentowano w Królewskim Muzeum Afryki Środkowej w Tervuren jako Human Zoo. The age of colonial exhibitions. W 2014 w Museum Fünf Kontinente w Monachium odbyła się wystawa From Samoa with Love? Samoa-Völkerschauen im Deutschen Kaiserreich. Eine Spurensuche poświęcona wystawom etnologicznym w Niemczech w latach 1895–1911 prezentującym Samoańczyków. Kuratorzy wystawy zastanawiali się nad motywami, losami i drogami życia samoańskich podróżników, dobrowolności ich podróży do Niemiec, motywom niemieckich organizatorów, odzewem niemieckiej publiczności, roli sztuki i przedmiotów codziennego użytku kultury Samoa w muzeach etnologicznych. W 2021 Norddeutsche Rundfunk wyemitował film dokumentalny Menschen ausgestellt im Zoo – Das dunkle Kapitel Völkerschauen na temat ludzkich zoo. Pokazano wywiady z trzema potomkami ludzi, którzy byli eksponatem na wystawie i jednym potomkiem organizatora ludzkich zoo.
Temat podejmowany jest przez artystów i artystki różnych dziedzin. W 1992 Coco Fusco i Guillermo Gómez-Peña zaprezentowali się jako Indianie (projekt The Couple in the Cage). Kara Walker badała stereotypy na temat czarnych ciał. Francuska artystka Orlan czerpała inspirację z portretów rdzennych Amerykanów George’a Catlina, by w 2005 wykonać serię portretów fotograficznych. W sierpniu 2014, w ramach Międzynarodowego Festiwalu w Edynburgu, w Playfair Library Hall na Uniwersytecie Edynburskim wystawiono przedstawienie południowoafrykańskiego twórcy teatralnego Bretta Baileya Exhibit B. We wrześniu zaprezentowano je w Barbican Centre w Londynie. Praca badała naturę ludzkich zoo i wzbudziła wiele kontrowersji zarówno wśród wykonawców, jak i publiczności. W 2013 pokazano ją we Wrocławiu. Składała się z 12 gabinetów osobliwości, w których stały nieruchomo nagie Afrykanki. Ekspozycja miała uświadomić uczucia, jakich doświadczały „żywe eksponaty”. W 2018 objazdowa wystawa plakatów Putting People on Display odwiedziła Glasgow School of Art, Uniwersytet Edynburski, University of Stirling, University of St Andrews i University of Aberdeen. Dodano plakaty z francuskiej wystawy Human Zoos: the Invention of the Savage. Wystawa miała na celu zwrócenie uwagi na niemoralność ludzkich zoo i rasizm z nich płynący. W 2019 w Aix-en-Provence odbyła się edycja konferencji APELA 2019, której tematem przewodnim było Archives matérielles, traces mémorielles & littératures des Afriques. Jeden panel koncentrował się na związku między ludzkimi zoo a sztuką. W latach 2021–2022 tajwański artysta Chia-En Jao wykorzystał kilka pocztówek i innych przedmiotów z wystawy japońsko-brytyjskiej z 1910 do instalacji Collection Radauer zaprezentowanej w Muzeum Sztuk Pięknych w Kaohsiung.
W 2018 telewizja Arte wyemitowała film dokumentalny Savages – The Story of Human Zoos. Film opowiada historię ludzkich zoo na całym świecie, śledząc losy sześciu osób, którzy były pokazywane na wystawach. W 2020 na kanale Simplicissimus pojawił się film Wie ein Deutscher mit Menschenzoos reich wurde. Rok później Pierre M. Krause zaprezentował krótki film dokumentalny o niemieckim kolonializmie, w tym o ludzkich zoo, i nieobecności tej części historii Niemiec w ogólnym współczesnym dyskursie.
W ramach dekolonizacji wiedzy i dekolonizacji muzeów pojawia się refleksja na temat przedstawiania innych w krajach Europy Środkowej i Wschodniej, które nie były uważane za kolonialne imperia, bo kolonii nie miały, choć uczestniczyły w imperialnej narracji. Taką historię mają szczególnie terytoria, które zmieniły przynależność państwową. We Wrocławiu w 1876 prezentowano m.in. Beduinów i Tunezyjczyków. Wędrowna wystawa Carla Hagenbecka odwiedziła też Poznań i Warszawę. W drugiej połowie XIX wieku poznaniacy i poznanianki mogli oglądać m.in. Nubijczyków, Samojedów, Zulusów, Amazonki z Dahomeju. Książka Staged Otherness. Ethnic Shows in Central and Eastern Europe 1850–1939 Dagnosława Demskiego i Dominiki Czarneckiej, pokłosie dwóch konferencji (Warszawa 2017, Budapeszt 2019), oferuje nowe spojrzenie na ludzkie zoo dzięki skupieniu się na regionalnej specyfice i rzadko wspominanych studiach przypadków w Europie Środkowej i Wschodniej.
Pomysły na organizowanie ludzkich zoo nie zanikły całkowicie. W 1994 firma produkująca ciastka Saint-Michel założyła w parku dzikich zwierząt w Port-Saint-Père w pobliżu miasta Nantes wioskę Bamboula w celu odtworzenia „autentycznej wioski afrykańskiej”. W 2002 w parku przyrody Rainforest w Yvoir (Belgia) pokazani zostali Pigmeje Baka. W lipcu 2005 w augsburskim zoo została otwarta „Wioska Afrykańska”. Prezentowano afrykańskie rzemiosło i afrykańskie kulturę. Wydarzenie było powszechnie krytykowane. Obrońcy akcji argumentowali, że nie była rasistowska, ponieważ nie dotyczyła pokazywania ludzi z Afryki w poniżający sposób jak w dawnych ludzkich zoo. Krytycy zaś argumentowali, że prezentowanie kultury afrykańskiej w kontekście zoo przyczyniło się do egzotyki i stereotypizacji Afrykanów, wzmacniając dyskryminację rasową. W sierpniu 2005 London Zoo przedstawiło wystawę nawiązują do „ludzkich zoo”. Uczestniczący w projekcie byli wolontariuszami. Przez cztery dni pokazywano cztery osoby ubrane w liście figowe i kostiumy kąpielowe. W 2007 zoo w Adelaide zorganizowało wystawę Human Zoo. Pokazano grupę ludzi, którzy w ramach badań w ciągu dnia przebywali w dawnym wybiegu dla małp, a nocą wracali do domów. Mieszkańcy miasta wzięli udział w kilku ćwiczeniach, a widzów poproszono o datki na nowy wybieg dla małp. W 2007 niskorośli artyści Festiwalu Muzyki Panafrykańskiej (Fespam) zostali zakwaterowani w zoo w Brazzaville w Kongo. Chociaż grupa 20 osób, w tym niemowlę w wieku trzech miesięcy, nie była pokazywana na wystawie, musieli „zbierać drewno opałowe w zoo, aby ugotować sobie jedzenie, ludzie się na nich gapili, byli filmowani przez turystów i przechodniów”.
Współcześnie w różnych miejscach na świecie powstają wioski etnologiczne, w których umieszcza się przedstawicieli różnych plemion ubranych w tradycyjne stroje i zajmujących domy wykonanych wedle tradycyjnych zasad. Do tych miejsc przywożeni są turyści. Mogą zrobić zdjęcia, kupić pamiątki, spotkać się z innym. Spotkania te odbywają się też w rezerwatach. Nierzadko przed przyjazdem gości tajlandzcy Karenowie, kenijscy Masajowie czy australijscy Aborygeni przebierają się w tradycyjne stroje, wpisując się w oczekiwania ludzi z Zachodu, którzy poszukują egzotyki.
Według Marcina Floriana Gawryckiego polskie programy podróżnicze prowadzone przez Elżbietę Dzikowską z Tony Halikiem, Wojciecha Cejrowskiego, Martynę Wojciechowską i Roberta Makłowicza pokazują inność przez narrację osadzoną w wyższości i poddaństwie, uprzedmiotowieniu oraz upokorzeniu. W programach pojawia się postawa neokolonialna. Michał Rydlewski współcześnie widzi odbicie dawnego fenomenu gabinetów osobliwości i ludzkich zoo wciąż w kulturze obecnej w mediach i istniejącej poprzez media. Odbiorców i odbiorczynie najbardziej interesuje to, co jednocześnie cudowne, osobliwe, heterogeniczne, zaskakujące i przerażające. Jednocześnie programy m.in. Beaty Pawlikowskiej i Dominiki Kulczyk, obok pokazywania danego pozaeuropejskiego kraju ze zwróceniem uwagi na odmienność kulturową czy przyrodniczą, opierały się na kompleksie białego zbawcy, który jest elementem neokolonializmu. Taką postawę przyjmują też celebryci i celebrytki.

## Ludzkie safari
Turystyka „safari” zagrażająca rdzennej ludności, oparta na wyzysku i poniżeniu, jest powszechnym problemem. Dotyczy szczególnie plemion izolowanych, takich jak Sentinelczycy.
W 2012 pojawił się film przedstawiający wyprawę na safari do Zatoki Bengalskiej. Wyprawa obejmowała prezentację plemienia Jarawa z Wysp Andamańskich. Rdzenne plemię nie ma dużego kontaktu z obcymi. Niektórzy z jego członków zostali poproszeni o zaprezentowanie tańca. Na początku wyprawy podano informację, że nie należy „karmić” członków plemienia, niemniej turyści nadal przynosili jedzenie. W 2013 indyjski Sąd Najwyższy zakazał wypraw na safari.

## Ludzkie zoo w kulturze
„Ludzkie zoo” (ang. The Human Zoo Festival) to nazwa festiwalu muzycznego organizowanego w Bury St Edmunds (południowa Anglia).
W 2018 na dworcu kolejowym w Antwerpii, mieszczącym się obok ogrodu zoologicznego, zaprezentowano pracę grupy teatralnej Bad van Marie z Antwerpii. Aktorzy i aktorki stali się częścią tłumu, a przechodnie aktorami i aktorkami. Grupa nakreśliła współczesne społeczeństwo, pełne anonimowości, żyjące w pośpiechu. Odbiorcy i odbiorczynie dostali słuchawki, a głos z nagrania prowadził ich z zoo do i przez różne poziomy dworca. Architektura dworca stała się ilustracją ewolucji człowieka i wzniesienia się ponad inne zwierzęta dzięki naśladownictwu, współpracy, przywództwu, upartemu indywidualizmowi. Podkreślono koszty tego rozwoju: stratę uwagi, cierpliwości, spontaniczności, przestrzeni. Ściśle ukierunkowana forma audiowycieczki nie pozwala na swobodne poruszanie się w przestrzeni, wolność myśli i działania, którą zwierzę nadal ma, a człowiek żyjący w kapitalistycznym społeczeństwie nie ma. W pracy nie nawiązano do belgijskich ludzkich zoo.

## Ludzkie zoo w filmie
- w filmie Truposz Jima Jarmuscha Indianin nazywany Nikt opowiada o tym, jak był schwytany i „pokazywany” jako atrakcja w Ameryce oraz Wielkiej Brytanii[133][134]
- film The Couple in a Cage: Two Amerindians Visit the West, 1993, reż. Coco Fusco i Paula Eredia, 30 min (na podstawie performance’u z 1992)[94][95][96][135]
- film Man to Man na podstawie historii Ota Bengi, 2005[136][137]
- From Bella Coola to Berlin, 2006, reż. Barbara Hager, 48 min[138]
- Indianer in Berlin: Hagenbeck’s Volkerschau, 2006, reż. Barbara Hager[139]
- Sauvages. Au cœur des zoos humains, 2018, reż. Pascal Blanchard, Bruno Victor-Pujebet, 90 min[140][141]
- Human Zoos: America’s Forgotten History of Scientific Racism, 2019, reż. John G. West[142].